# Liste der Biografien/Fab
Liste der Biografien |
Portal Biografien |
Personensuche
# |
A |
B |
C |
D |
E |
F |
G |
H |
I |
J |
K |
L |
M |
N |
O |
P |
Q |
R |
S |
T |
U |
V |
W |
X |
Y |
Z |
?
 
Fa |
Fe |
Ff |
Fh |
Fi |
Fj |
Fk |
Fl |
Fm |
Fn |
Fo |
Fr |
Ft |
Fu |
Fy
 
Faa |
Fab |
Fac |
Fad |
Fae |
Faf |
Fag |
Fah |
Fai |
Faj |
Fak |
Fal |
Fam |
Fan |
Fao |
Fap |
Faq |
Far |
Fas |
Fat |
Fau |
Fav |
Faw |
Fax |
Fay |
Faz
Die Liste der Biografien führt alle Personen auf, die in der deutschsprachigen Wikipedia einen Artikel haben. Dieses ist eine Teilliste mit 670 Einträgen von Personen, deren Namen mit den Buchstaben „Fab“ beginnt.

## Fab
- Fab 5 Freddy (* 1959), amerikanischer Graffiti-Künstler

### Faba
- Faba, Girolamo, italienischer Bildhauer
- Fabão (* 1976), brasilianischer Fußballspieler
- Fabares, Shelley (* 1944), US-amerikanische Sängerin und SchauspielerinShelley Fabares (* 1944)

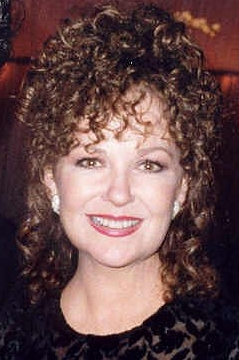
Shelley Fabares (* 1944)

- Fabarius, Ernst Albert (1859–1927), deutscher Kolonialwissenschaftler
- Fabarius, Friedrich Wilhelm (1815–1900), deutscher Marinemaler
- Fabarius, Hans-Werner (1929–2018), deutscher Heimatforscher
- Fabarius, Johann David (1686–1743), deutscher Jurist und Bürgermeister von Bergen auf Rügen
- Fabarius, Karl Friedrich Siegfried (1853–1915), preußischer Generalmajor im Ersten Weltkrieg

### Fabb
- Fabbi, Fabio (1861–1945), italienischer Maler, Illustrator und Kunstprofessor
- Fabbiani, Cristian (* 1983), argentinischer Fußballspieler
- Fabbiani, Óscar (* 1950), chilenischer Fußballspieler
- Fabbiano, Thomas (* 1989), italienischer Tennisspieler
- Fabbri, Agenore (1911–1998), italienischer Bildhauer und Maler
- Fabbri, Alejandro (* 1982), argentinischer Tennisspieler
- Fabbri, Diego (1911–1980), italienischer Dramatiker
- Fabbri, Edmondo (1921–1995), italienischer Fußballspieler, Fußballtrainer
- Fabbri, Fabio (1933–2024), italienischer Politiker (PSI)
- Fabbri, Fabrizio (1948–2019), italienischer Radrennfahrer
- Fabbri, Giovan Battista (1926–2015), italienischer Fußballspieler und -trainer
- Fabbri, Leonardo (* 1997), italienischer Kugelstoßer
- Fabbri, Lionetto (1924–2011), italienischer Dokumentarfilmer
- Fabbri, Luce (1908–2000), uruguayisch-italienische Anarchistin und Publizistin
- Fabbri, Luigi (1877–1935), italienischer Anarchist
- Fabbri, Marcello (* 1970), italienischer Koch
- Fabbri, Marco (* 1988), italienischer Eiskunstläufer
- Fabbri, Michael (* 1983), italienischer Fußballschiedsrichter
- Fabbri, Nanni (1941–2014), italienischer Fernseh- und Theaterregisseur
- Fabbri, Nello (1934–2020), italienischer Radrennfahrer
- Fabbri, Néstor (* 1968), argentinischer Fußballspieler
- Fabbri, Oreste (1905–1966), Schweizer Gewerkschafter und Politiker
- Fabbri, Ottavio (* 1946), italienischer Filmschaffender und Maler
- Fabbri, Pasquale (* 1942), italienischer Radrennfahrer
- Fabbri, Robby (* 1996), kanadischer Eishockeyspieler
- Fabbri, Ulderico (1897–1970), italienischer Bildhauer
- Fabbricatore, Emiliano (1938–2019), italienischer Ordensgeistlicher, Generaloberer, Archimandrit von Santa Maria di Grottaferrata
- Fabbriciani, Roberto (* 1949), italienischer Flötist
- Fabbrini, Diego (* 1990), italienischer Fußballspieler
- Fabbrini, Giuseppe († 1708), italienischer Komponist, Organist, Kapellmeister und Musikpädagoge
- Fabbrizi, Massimo (* 1977), italienischer Trapschütze
- Fabbro, Dante (* 1998), kanadischer Eishockeyspieler
- Fabbro, Darío (* 1976), argentinischer Fußballspieler
- Fabbro, Jonathan (* 1982), argentinisch-paraguayischer Fußballspieler
- Fabbro, Matteo (* 1995), italienischer Radrennfahrer
- Fabbro, Ronald Peter (* 1950), kanadischer Geistlicher, Bischof von London (Ontario)
- Fabbro, Valentino Del (1866–1915), italienischer Handwerker und Unternehmer in Bad Kissingen
- Fabbroni, Giovanni (1752–1822), italienischer Naturforscher, Ökonom, Agronom und Chemiker
- Fabbrucci, Luigi (1829–1893), italienischer Bildhauer

### Fabc
- Fabcaro (* 1973), französischer Comiczeichner, Autor und MusikerFabcaro (* 1973)

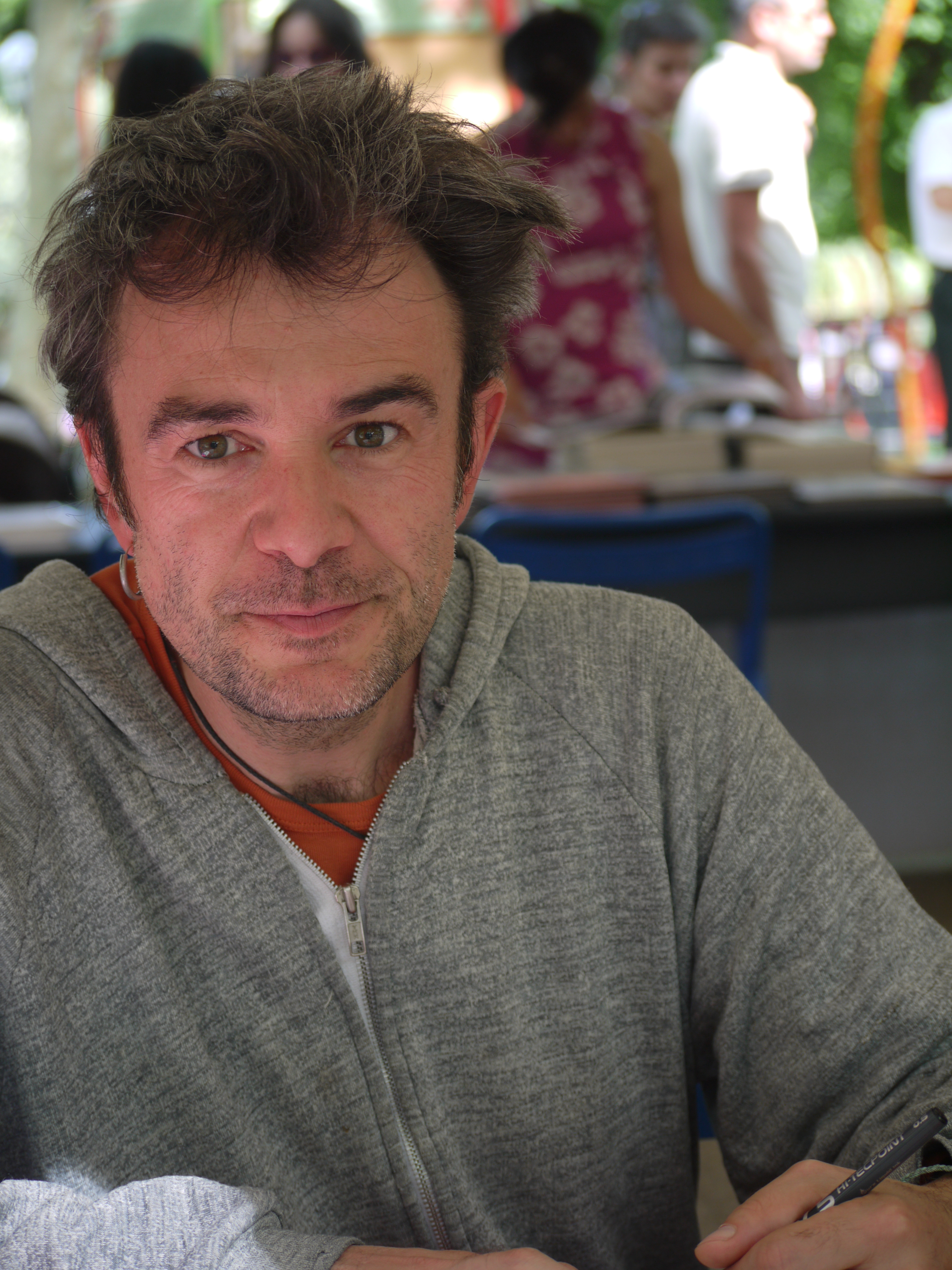
Fabcaro (* 1973)

### Fabe
- Fabe, Dana (* 1951), US-amerikanische Juristin
- Fabeck, Carl von (1788–1870), preußischer Generalleutnant
- Fabeck, Gustav von (1813–1889), preußischer Generalleutnant
- Fabeck, Hans von (* 1961), deutscher Philosoph und Autor
- Fabeck, Hermann von (1816–1873), preußischer Generalleutnant
- Fabeck, Hugo von (1828–1870), preußischer Major und Kommandeur des Garde-Schützen-Bataillons
- Fabeck, Max von (1854–1916), preußischer General der Infanterie und Oberbefehlshaber der 8. Armee
- Fabeck, Wolf von (1935–2025), deutscher Solaraktivist
- Fabel, Karl (1905–1975), deutscher Schachkomponist und -autor
- Fabel, Oliver (* 1960), deutscher Betriebswirtschaftler und Universitätsprofessor
- Fabel, Renate (1939–2016), deutsche Journalistin und Schriftstellerin
- Fabela, Isidro (1882–1964), mexikanischer Jurist, Politiker, Diplomat und Schriftsteller
- Fabelinski, Immanuil Lasarewitsch (1911–2004), russischer Physiker
- Fabelo, Roberto (* 1950), kubanischer Maler, Bildhauer und Illustrator
- Fabene, Fabio (* 1959), italienischer Geistlicher, Kurienbischof der römisch-katholischen Kirche
- Faber (* 1993), Schweizer Sänger-SongschreiberFaber (* 1993)

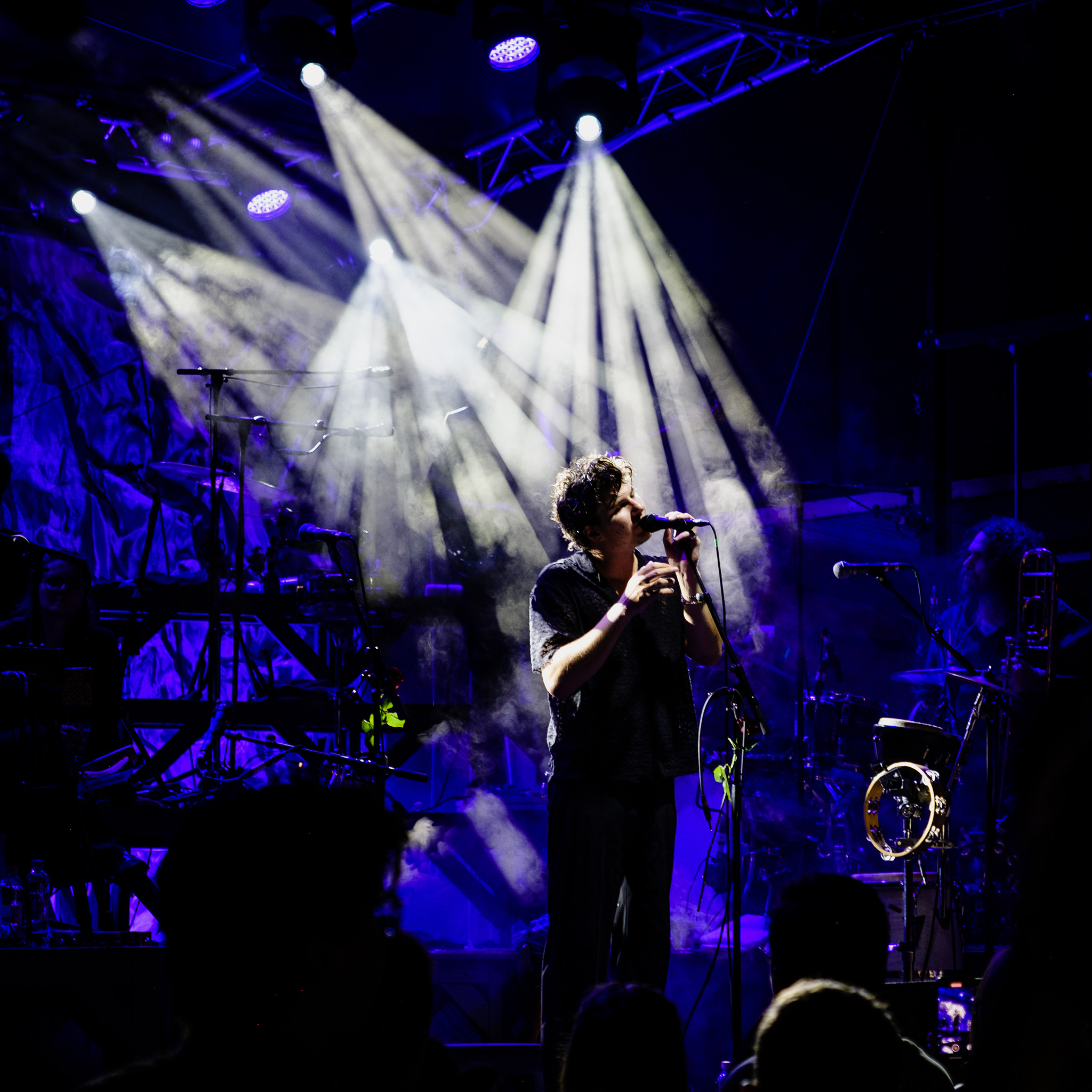
Faber (* 1993)

- Faber Benítez, Pamela (* 1950), US-amerikanisch-spanische Linguistin
- Faber du Faur, Christian Wilhelm von (1780–1857), württembergischer Generalmajor und Militärmaler
- Faber du Faur, Curt von (1890–1966), deutsch-amerikanischer Schriftsteller, Verleger und Barockforscher
- Faber du Faur, Hans von (1863–1940), deutscher Maler
- Faber du Faur, Irmgard von (1894–1955), deutsche Schriftstellerin
- Faber du Faur, Otto von (1828–1901), deutscher Maler, württembergischer Offizier
- Faber du Faur, Wilhelm von (1786–1855), deutscher Unternehmer und Erfinder
- Faber von Bockelmann, Elsa (1890–1980), deutsche Schriftstellerin
- Faber von Kreuznach, Conrad, deutscher Maler
- Faber, Adele (1928–2024), US-amerikanische Autorin von Erziehungsratgebern
- Faber, Ägidius († 1558), ungarischer lutherischer Theologe
- Faber, Albert (* 1817), deutscher Verwaltungsbeamter und Politiker
- Faber, Albrecht (1903–1986), deutscher Biologe
- Faber, Angela (* 1961), deutsche Juristin
- Faber, Annabel (* 1984), deutsche Schauspielerin
- Faber, Anton (* 1962), österreichischer römisch-katholischer GeistlicherAnton Faber (* 1962)

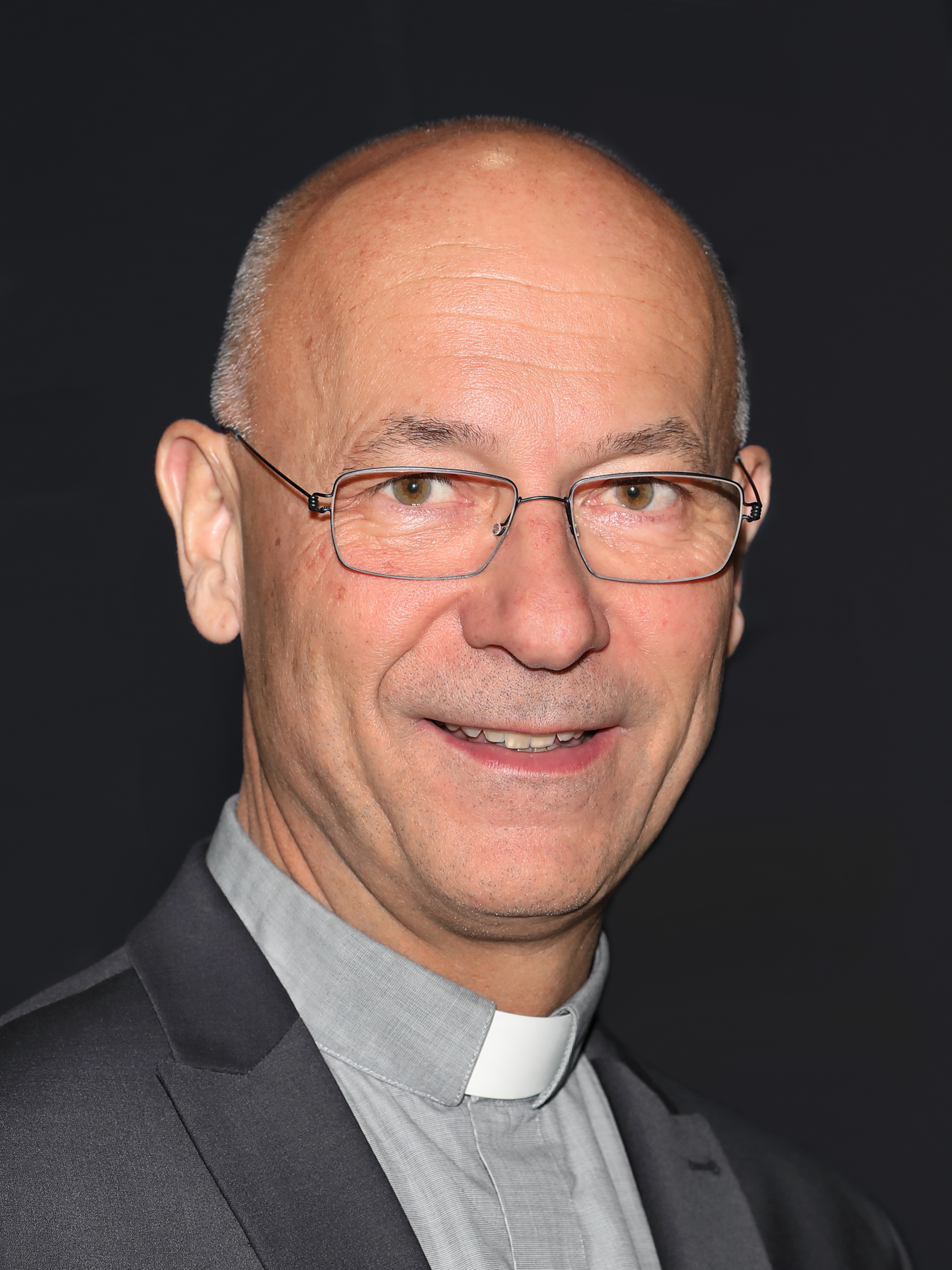
Anton Faber (* 1962)

- Faber, Basilius, deutscher Pädagoge
- Faber, Benedikt († 1634), deutscher Komponist
- Faber, Bernhard (1862–1925), österreichischer Bergmann und Fossiliensammler
- Faber, Brock (* 2002), US-amerikanischer Eishockeyspieler
- Faber, Carl (1859–1910), deutscher Unternehmer und Politiker (NLP), MdR
- Faber, Carl Friedrich (1739–1823), deutscher Buch- und Zeitungsverleger sowie Druckereibesitzer
- Faber, Caspar († 1575), deutscher evangelisch-lutherischer Prediger und Autor geistlicher Lieder
- Faber, Dagmar (1913–1998), deutsch-niederländisch-US-amerikanische Schriftstellerin, Journalistin und Publizistin
- Faber, Daniel (1801–1879), deutscher Geometer und Landtagsabgeordneter
- Faber, David († 1637), deutscher Mediziner und kursächsischer Leibarzt
- Faber, David (1928–2015), polnischer Jude, Autor und Holocaustüberlebender
- Faber, Dietrich (* 1969), deutscher Kabarettist und Autor
- Faber, Donna (* 1971), US-amerikanische Tennisspielerin
- Faber, Eberhard (1822–1897), deutscher UnternehmerEberhard Faber (1822–1897)

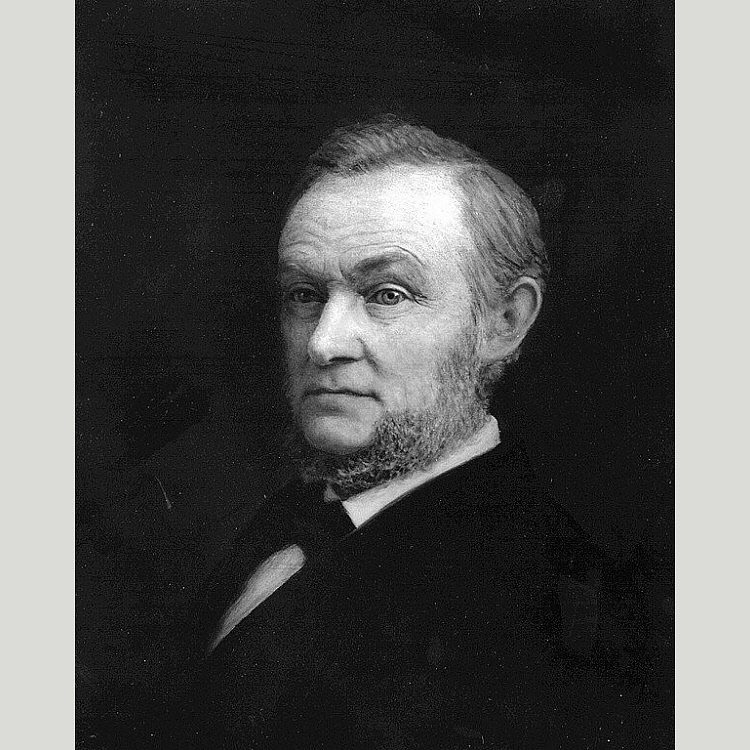
Eberhard Faber (1822–1897)

- Faber, Eduard (1853–1930), deutscher Wasserbauingenieur, bayerischer Baubeamter und Hochschullehrer
- Faber, Eduard von (1822–1907), württembergischer Justizminister
- Faber, Elmar (1934–2017), deutscher Lektor und Verleger
- Faber, Emil (1861–1930), deutscher Schuhmachermeister und Politiker (SPD), MdR
- Faber, Emmanuel (* 1964), französischer Manager
- Faber, Ernest (* 1971), niederländischer Fußballspieler und -trainer
- Faber, Ernst (1839–1899), deutscher Sinologe und Missionar
- Faber, Erwin (1891–1989), österreichischer Schauspieler
- Faber, Eugeniusz (1939–2021), polnischer Fußballspieler
- Faber, Eva-Maria (* 1964), deutsche römisch-katholische Theologin und Hochschullehrerin
- Faber, Ferdinand Friedrich (1789–1858), Finanzbeamter und Genealoge
- Faber, Floreta (* 1968), albanische Managerin und Botschafterin
- Faber, François (1887–1915), luxemburgischer RadrennfahrerFrançois Faber (1887–1915)

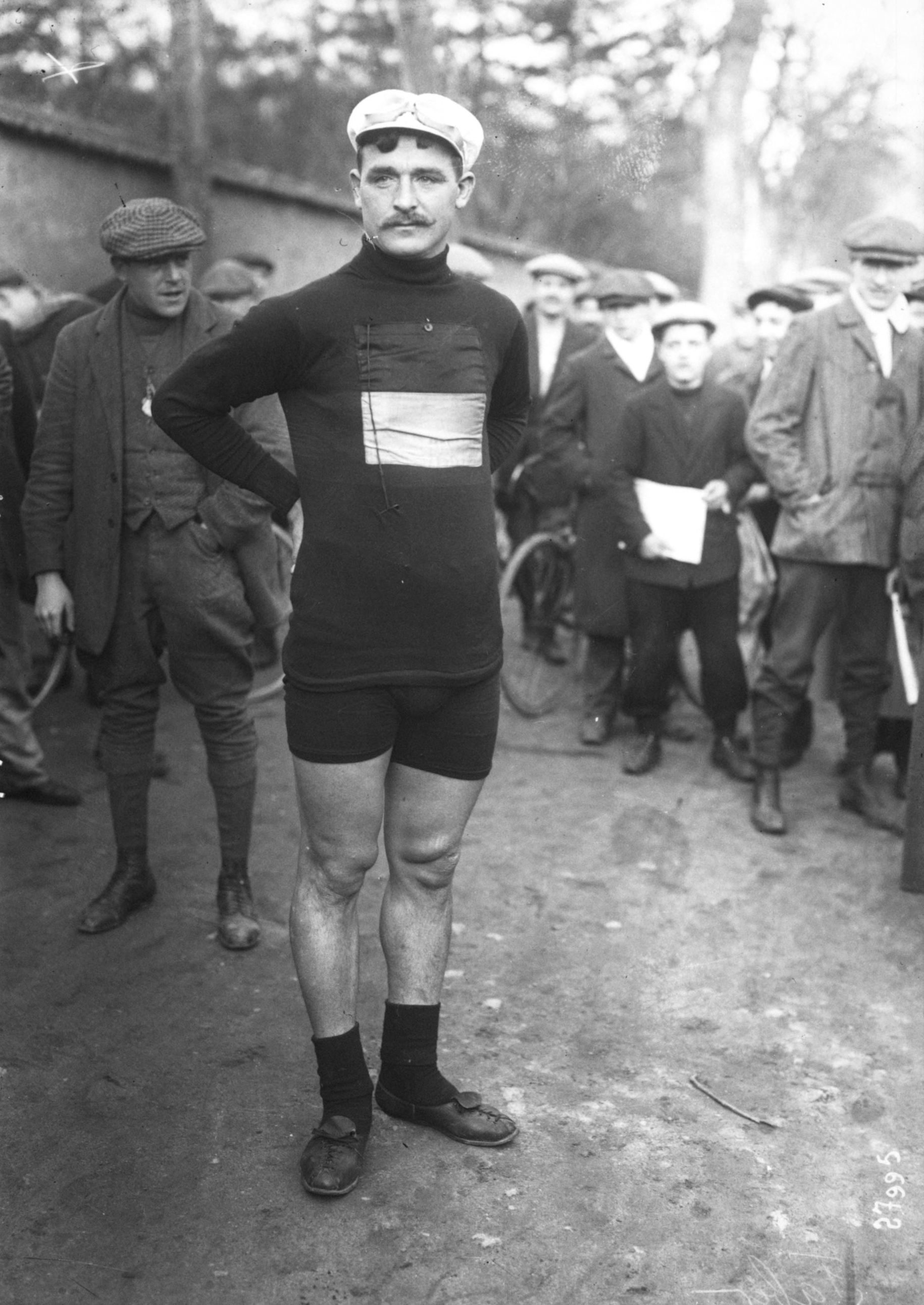
François Faber (1887–1915)

- Faber, Frands (1897–1933), dänischer Hockeyspieler
- Faber, Frank (1966–2013), deutscher Koch und Schriftsteller
- Faber, Franz (1919–2017), deutscher Jurist
- Faber, Franziskus (1542–1593), deutscher Mediziner
- Faber, Frederick William (1814–1863), englischer Oratorianer, Priester und Theologe
- Faber, Frederik (1795–1828), dänischer Zoologe (Ornithologie, Ichthyologie)
- Faber, Gastón (* 1996), uruguayischer Fußballspieler
- Faber, Georg (1877–1966), deutscher Mathematiker
- Faber, Gotthilf Theodor von (1766–1847), deutsch-baltischer Schriftsteller
- Faber, Gustav (1912–1993), deutscher Journalist, Reiseschriftsteller und Sachbuchautor
- Faber, Hans (1900–1958), evangelischer Pfarrer und Religionslehrer, der während der NS-Diktatur in Heidenheim Widerstand leistete
- Faber, Hans (1910–2004), deutscher Jurist und Funktionär des Deutschen Alpenvereins (DAV)
- Faber, Hans (1925–2000), deutscher Fußballspieler
- Faber, Hans Jacob (1665–1729), deutscher Politiker und Hamburger Bürgermeister
- Faber, Hans-Joachim (* 1968), deutscher Jurist und Fußballfunktionär
- Faber, Heike (* 1965), deutsche Schauspielerin und Musikerin
- Faber, Heiko (1937–2019), deutscher Jurist
- Faber, Heinrich († 1434), zweiter Abt der späteren Reichsabtei Ochsenhausen
- Faber, Heinrich († 1552), deutscher Pädagoge und Musiktheoretiker
- Faber, Hermann (1888–1979), deutscher evangelischer Theologe
- Faber, Horst (1921–2022), deutscher Eiskunstläufer
- Faber, Horst (* 1941), deutscher Großhändler und Politiker (CDU), MdA
- Faber, Jacob († 1761), deutscher Baumeister und Theatermaler
- Faber, Jacques (* 1940), belgisch-französischer Schauspieler und Regisseur
- Faber, Jakob (1537–1613), lutherischer Theologe und Generalsuperintendent von Pommern-Stettin
- Faber, Joachim (1914–1973), deutscher Gebrauchsgrafiker
- Faber, Joachim (* 1950), deutscher Manager
- Faber, Johann († 1542), Buchdrucker
- Faber, Johann (1581–1622), deutscher Jurist und Syndicus der Hansestadt Lübeck
- Faber, Johann († 1635), Jurist und Geheimer Rat
- Faber, Johann (1819–1901), deutscher Industrieller
- Faber, Johann Christoph (1669–1744), deutscher Komponist des Barock, Organist und Orgelbauer
- Faber, Johann Ernst (1745–1774), deutscher Hochschullehrer
- Faber, Johann Gottlieb (1717–1779), Württemberger evangelischer Theologe
- Faber, Johann Joachim (1778–1846), deutscher Landschafts- und Vedutenmaler sowie Radierer
- Faber, Johann Ludwig (1635–1678), deutscher Kirchenlieddichter
- Faber, Johann Matthäus (1626–1702), deutscher Mediziner
- Faber, Johann Theodor Eusebius (1772–1852), deutscher Landschafts- und Genremaler
- Faber, Johann Wilhelm (1708–1780), deutscher Architekt
- Faber, Johannes (1574–1629), deutscher Anatom, Botaniker und päpstlicher Leibarzt
- Faber, Johannes (* 1952), deutscher Jazztrompeter und Komponist
- Faber, Johannes Augustanus († 1530), Dominikaner
- Faber, John der Jüngere (1684–1756), englischer Kupferstecher
- Faber, Jonas (* 1992), deutscher Handballspieler
- Faber, Joseph († 1866), österreichischer Mathematiker, Astronom und Erfinder
- Faber, Karin von (1938–2020), deutsche Journalistin, Reporterin, Schauspielerin und Moderatorin
- Faber, Karl August von (1782–1850), deutscher Theologe
- Faber, Karl Gottfried Traugott (1786–1863), deutscher Maler, Radierer und Lithograph
- Faber, Karl Peter (1773–1853), deutscher Archivar und Historiker
- Faber, Karl-Georg (1925–1982), deutscher Historiker
- Faber, Kaspar (1730–1784), deutscher Unternehmer
- Faber, Klaas Carel (1922–2012), niederländisches SS-Mitglied und mutmaßlicher deutscher Kriegsverbrecher
- Faber, Klaus (1940–2019), deutscher Jurist und Publizist
- Faber, Konrad (* 1997), deutscher Fußballspieler
- Faber, Kurt (* 1883), deutscher Politologe und Autor
- Faber, Larisa (* 1986), luxemburgische Schauspielerin
- Faber, Lothar von (1817–1896), deutscher UnternehmerLothar von Faber (1817–1896)

Lothar von Faber (1817–1896)

- Faber, Lotty (1907–1985), deutsche Heimatdichterin
- Faber, Ludwig (* 1775), württembergischer Verwaltungsbeamter
- Faber, Malte Michael (* 1938), deutscher Ökonom, Professor für Volkswirtschaftslehre
- Faber, Manfred (1879–1944), deutscher jüdischer Architekt
- Faber, Marc (* 1946), Schweizer Börsenexperte, Fondsmanager und Buchautor
- Faber, Marcus (* 1984), deutscher Politiker (FDP)Marcus Faber (* 1984)

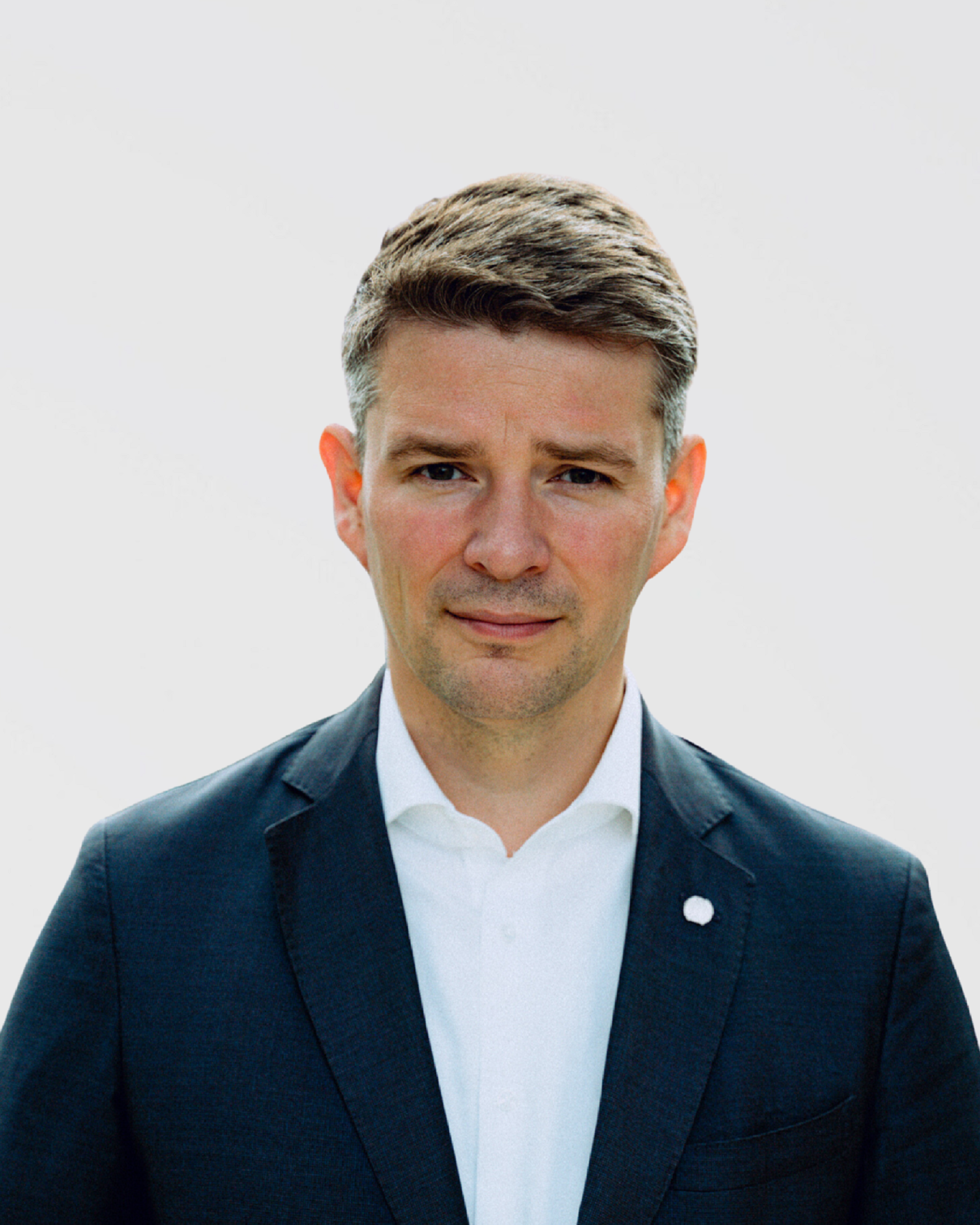
Marcus Faber (* 1984)

- Faber, Marion (1943–2020), amerikanische Germanistin und Übersetzerin
- Faber, Marjolein (* 1960), niederländische Politikerin (PVV)
- Faber, Martin († 1648), Architekt, Maler, Kartograf und Ratsherr der Stadt Emden in Ostfriesland
- Faber, Maurus († 1665), Benediktinerabt und Hochschulrektor
- Faber, Michael (1939–1993), deutscher Fußballnationalspieler in der DDR
- Faber, Michael (* 1961), deutscher Verleger und Kulturbürgermeister der Stadt Leipzig
- Faber, Michael (* 1995), deutscher Fußballspieler
- Faber, Michael Herbert (* 1953), deutscher Kulturwissenschaftler
- Faber, Michel (* 1960), niederländischer Schriftsteller
- Faber, Monika (* 1954), österreichische Kunst-, insbesondere Fotohistorikerin, Ausstellungskuratorin und Publizistin
- Faber, Nicolaus, bayerischer Geistlicher und Kantor
- Faber, Nikolaus (* 1350), erster Abt der späteren Reichsabtei Ochsenhausen
- Faber, Oscar (1886–1956), britischer Bauingenieur
- Faber, Oswald (1826–1908), deutscher Turner und Fabrikant
- Faber, Othmar (1927–2008), deutscher römisch-katholischer Geistlicher
- Faber, Patrick (* 1964), niederländischer Hockeyspieler
- Faber, Paul (1880–1939), deutscher Fußballtorhüter
- Faber, Paul (1880–1951), deutscher Metallurg
- Faber, Paul (1943–2014), luxemburgischer Diplomat
- Faber, Peter (1506–1546), Heiliger, Gefährte des Ignatius von Loyola und Mitbegründer der JesuitenPeter Faber (1506–1546)

Peter Faber (1506–1546)

- Faber, Peter (* 1943), niederländischer Schauspieler und Komponist
- Faber, Ralf (* 1948), deutscher Fußballspieler
- Faber, Red (1888–1976), US-amerikanischer Baseballspieler
- Faber, Richard (1924–2007), britischer Diplomat
- Faber, Richard (* 1943), deutscher Soziologe
- Faber, Robert (1869–1924), deutscher Verleger
- Faber, Roland (* 1960), österreichischer Theologe und Hochschullehrer
- Faber, Rolf (* 1946), deutscher Jurist und Heimatforscher
- Faber, Samuel (1657–1716), deutscher Dichter
- Faber, Sandra Moore (* 1944), US-amerikanische Astronomin, Professorin für Astronomie und Astrophysik
- Faber, Sebastian (1564–1624), Jurist und württembergischer Geheimer Rat und Vizekanzler
- Faber, Simon (* 1968), deutsch-dänischer Politiker (SSW) und ehemaliger Oberbürgermeister der Stadt Flensburg
- Faber, Tea (* 1989), kroatische Leichtathletin
- Faber, Thierry (* 1974), luxemburgischer Filmeditor, Drehbuchautor und Regisseur
- Faber, Tobias sen. († 1633), deutscher Mediziner und Stadtarzt in Altenburg
- Faber, Veronika (* 1945), deutsche Schauspielerin
- Faber, Walther (1888–1945), deutscher Konteradmiral der Kriegsmarine
- Faber, Wenzel († 1518), böhmischer Astronom, Astrologe, Mediziner und Theologe
- Faber, Werner (1893–1951), deutscher Politiker (NSDAP), Jurist, SA-Führer und Oberbürgermeister Stettins
- Faber, Werner (1928–2017), deutscher Pädagoge und Märchenforscher
- Faber, Wilhelm (1845–1916), deutscher evangelischer Theologe
- Faber, Wilhelm Eberhard von (1787–1872), deutscher Mediziner und Veterinärmediziner
- Faber, Willibald (1873–1946), deutscher Offizier und Politiker
- Faber, Wolfgang (1936–2025), deutscher Politiker (CDU), MdL
- Faber, Wolfgang (* 1943), deutscher Gewichtheber
- Faber, Zachäus der Ältere (1554–1628), deutscher lutherischer Kirchenlieddichter
- Faber, Zachäus der Jüngere (1583–1632), deutscher lutherischer Geistlicher und Kirchenlieddichter
- Faber-Castell, Anton-Wolfgang Graf von (1941–2016), deutscher Unternehmer
- Faber-Castell, Christian von (* 1950), Schweizer Journalist, Fotograf und Autor
- Faber-Castell, Hubertus von (1934–2007), deutscher Industriellenerbe
- Faber-Castell, Ottilie von (1877–1944), deutsche Unternehmerin
- Faber-Castell, Roland Graf von (1905–1978), deutscher Aristokrat und Großindustrieller
- Faber-Kaiser, Andreas (1944–1994), spanischer Schriftsteller und Ufologe
- Faber-Perathoner, Hans (1907–1987), italienischer Lehrer und Autor (Südtirol)
- Faber-Schrecklein, Sonja (* 1965), deutsche Moderatorin
- Faber-Wegener, Annelie (* 1959), deutsche Politikerin (CDU), Bürgermeisterin von Blieskastel
- Fabergé, Carl Peter (1846–1920), russischer Goldschmied und JuwelierPeter Carl Fabergé (1846–1920)

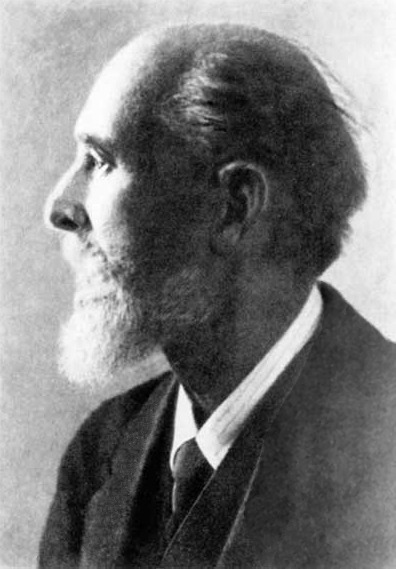
Peter Carl Fabergé (1846–1920)

- Fabergé, Gustav (1814–1894), russischer Goldschmied und Juwelier
- Fabers, Peter (1954–2025), deutscher Schauspieler und Theaterregisseur
- Fabert, Abraham de (1599–1662), französischer Heerführer und Militäringenieur
- Fabert, Karl von (1790–1860), badischer Generalmajor
- Fabert, Karl von (1823–1904), preußischer Generalmajor
- Fabert, Léon (1881–1936), französischer Autorennfahrer
- Fabeyer, Bruno (1926–1999), deutscher Gewaltverbrecher

### Fabi
- Fabi Altini, Francesco (1830–1906), italienischer Bildhauer
- Fabi, Corrado (* 1961), italienischer Formel-1-Rennfahrer
- Fabi, Niccolò (* 1968), italienischer Cantautore
- Fabi, Teo (* 1955), italienischer Autorennfahrer
- Fabian (* 1565), japanischer Christ und Widerrufer
- Fabian (* 1943), US-amerikanischer Sänger
- Fabián (* 1996), spanischer FußballspielerFabián (* 1996)

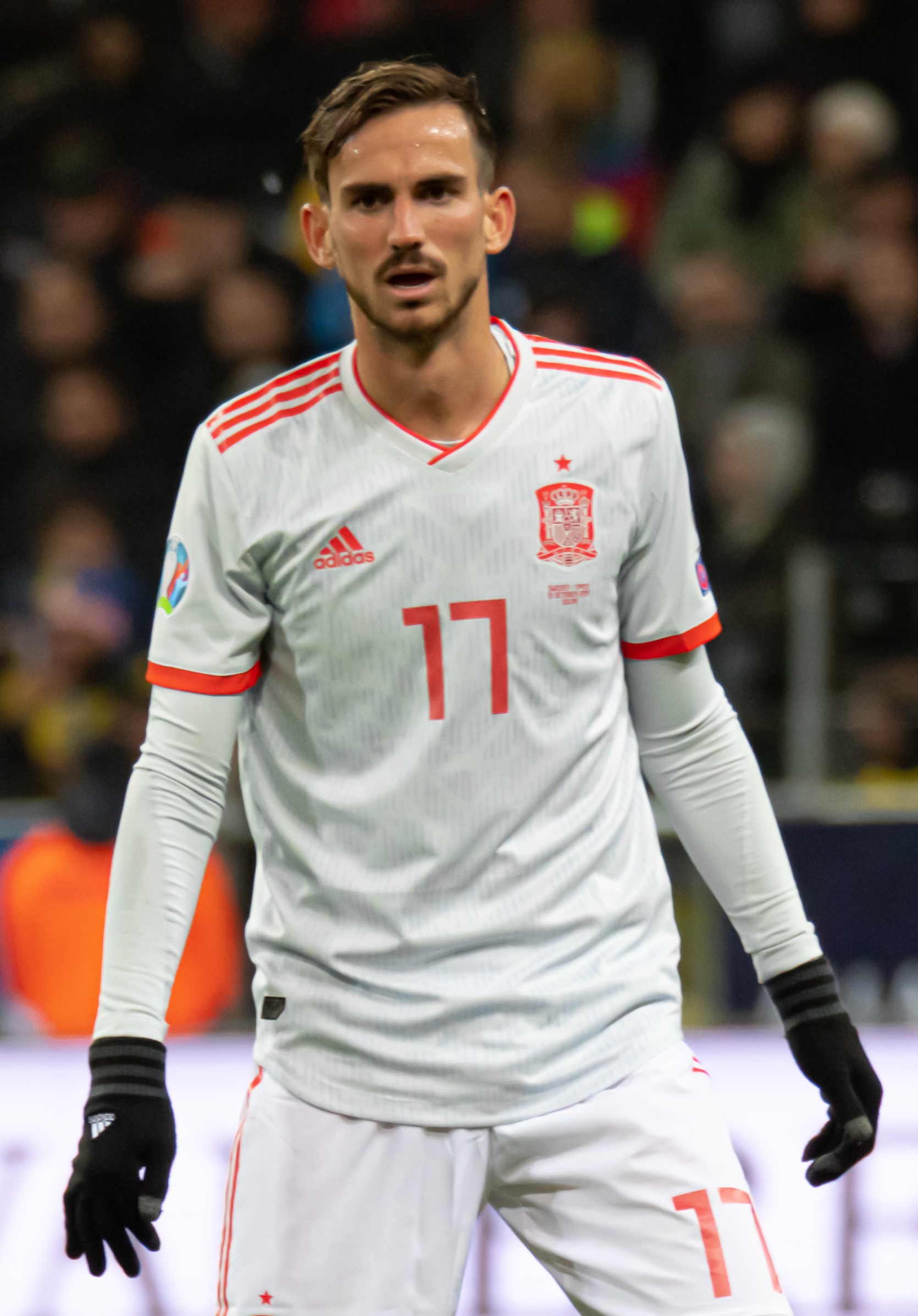
Fabián (* 1996)

- Fabián Vázquez, Marco Antonio (* 1964), mexikanischer Fußballspieler
- Fabian, Alessandro (* 1988), italienischer Triathlet
- Fabian, Andrew (* 1948), britischer Astronom und Astrophysiker
- Fabian, Anne-Marie (1920–1993), deutsche Journalistin und Schriftstellerin
- Fabian, Bernhard (* 1930), deutscher Literatur- und Buchwissenschaftler
- Fabián, Bienvenido (1920–2000), dominikanischer Komponist, Pianist und Sänger
- Fabian, Charles (* 1968), brasilianischer Fußballspieler
- Fabian, Claudia (* 1958), deutsche Bibliothekarin, Buchwissenschaftlerin und leitende Bibliotheksdirektorin der Bayerischen Staatsbibliothek
- Fabian, Claus (* 1956), deutscher Musikproduzent, Bandmitglied Die Mimmi’s
- Fabian, Denny, deutscher Sänger, Komponist, Musikproduzent und Filmproduzent
- Fábián, Dezső (1918–1973), ungarischer Wasserballer
- Fabian, Dora (1901–1935), deutsche Sozialistin und Journalistin
- Fabian, Erwin (1915–2020), deutsch-australischer Grafiker und Bildhauer
- Fabian, Ewald (1885–1944), deutscher Zahnarzt
- Fabian, Françoise (* 1933), französische FilmschauspielerinFrançoise Fabian (* 1933)

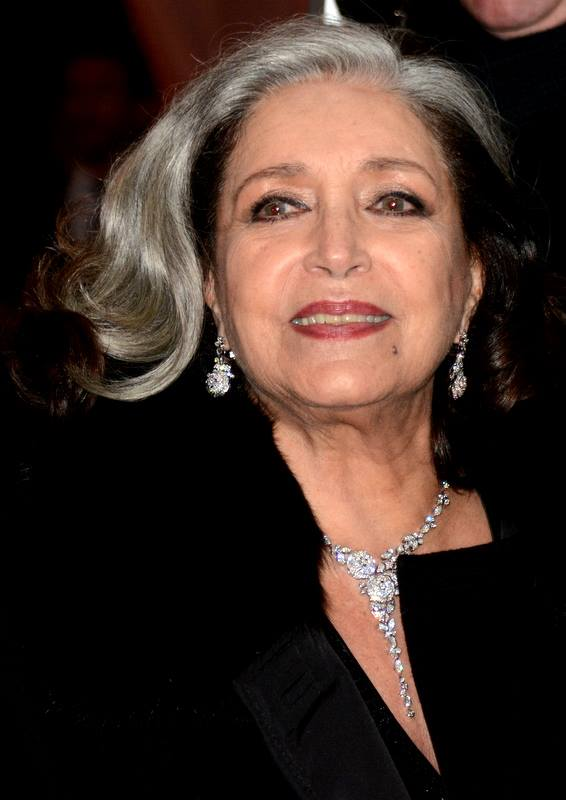
Françoise Fabian (* 1933)

- Fabian, Franz (1922–2010), freier Schriftsteller in Neu Fahrland bei Potsdam
- Fabian, Franz (1926–1986), deutscher Politiker (SPD), MdL
- Fabian, Fritz (1874–1942), deutscher Jurist, Rechtsanwalt und Holocaustopfer
- Fabian, Fritz (1877–1967), deutscher Architekt
- Fabian, Gottfried (1905–1984), deutsch-österreichischer Maler und Grafiker
- Fabian, Heinz (* 1919), deutscher Fußballspieler
- Fabian, Heinz (1925–2014), deutscher Theater-, Film- und Fernsehschauspieler sowie Hörspielsprecher
- Fábián, Imre (1930–2002), ungarischer Musikwissenschaftler und Musikkritiker
- Fabian, Ira (* 1964), antiguanischer Radrennfahrer
- Fabian, Jo (* 1960), deutscher Regisseur, Bühnenbildner, Lichtdesigner, Katagraph, Videokünstler und Autor
- Fabian, Johannes (* 1937), deutscher Anthropologe
- Fabian, John M. (* 1939), US-amerikanischer Astronaut
- Fabian, Jürgen (1936–2023), deutscher Chemiker
- Fabian, Karl Leopold (1782–1855), Geheimer Bergrat, Oberbergrat und Salzamtsdirektor von Bad Salzelmen
- Fabian, Konrad (1878–1945), österreichischer, wissenschaftlich interessierter Mittelschullehrer
- Fabian, Lara (* 1970), belgisch-kanadische Sängerin und SongwriterinLara Fabian (* 1970)

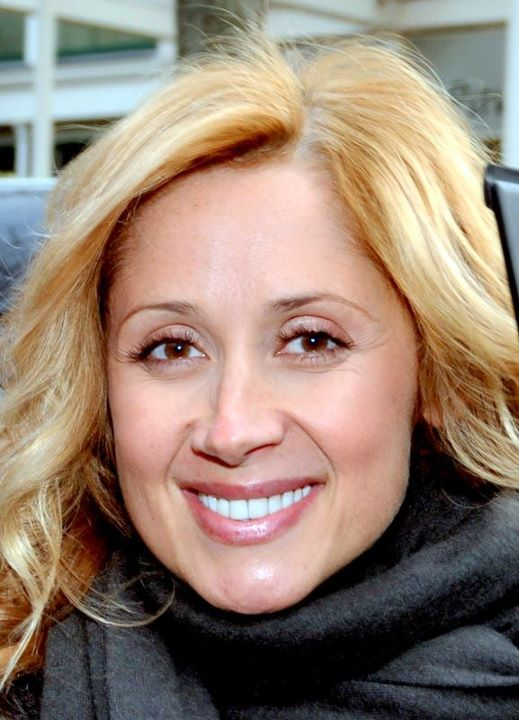
Lara Fabian (* 1970)

- Fábián, László (1936–2018), ungarischer Kanute
- Fábián, László (* 1963), ungarischer Pentathlet und Fechter
- Fabian, Ludwig (1900–1942), österreichischer Bergmann und Widerstandskämpfer gegen das NS-Regime
- Fabián, Marco (* 1989), mexikanischer Fußballspieler
- Fábián, Márta (* 1946), ungarische Cimbalomspielerin
- Fabian, Martin (* 1978), österreichischer Komponist und Dirigent
- Fabian, Max (1873–1926), deutscher Maler und Grafiker
- Fabian, Melina (* 1997), deutsche Schauspielerin
- Fabian, Miri (* 1943), israelische Schauspielerin
- Fabián, Néstor (* 1938), argentinischer Tangosänger und Schauspieler
- Fabian, Olga (1885–1983), österreichische Schauspielerin
- Fabian, Oskar (1846–1899), polnischer Physiker und Mathematiker
- Fabian, Otto (1856–1938), deutscher Bergrat und Industriemanager
- Fabian, Patrick (* 1964), US-amerikanischer SchauspielerPatrick Fabian (* 1964)

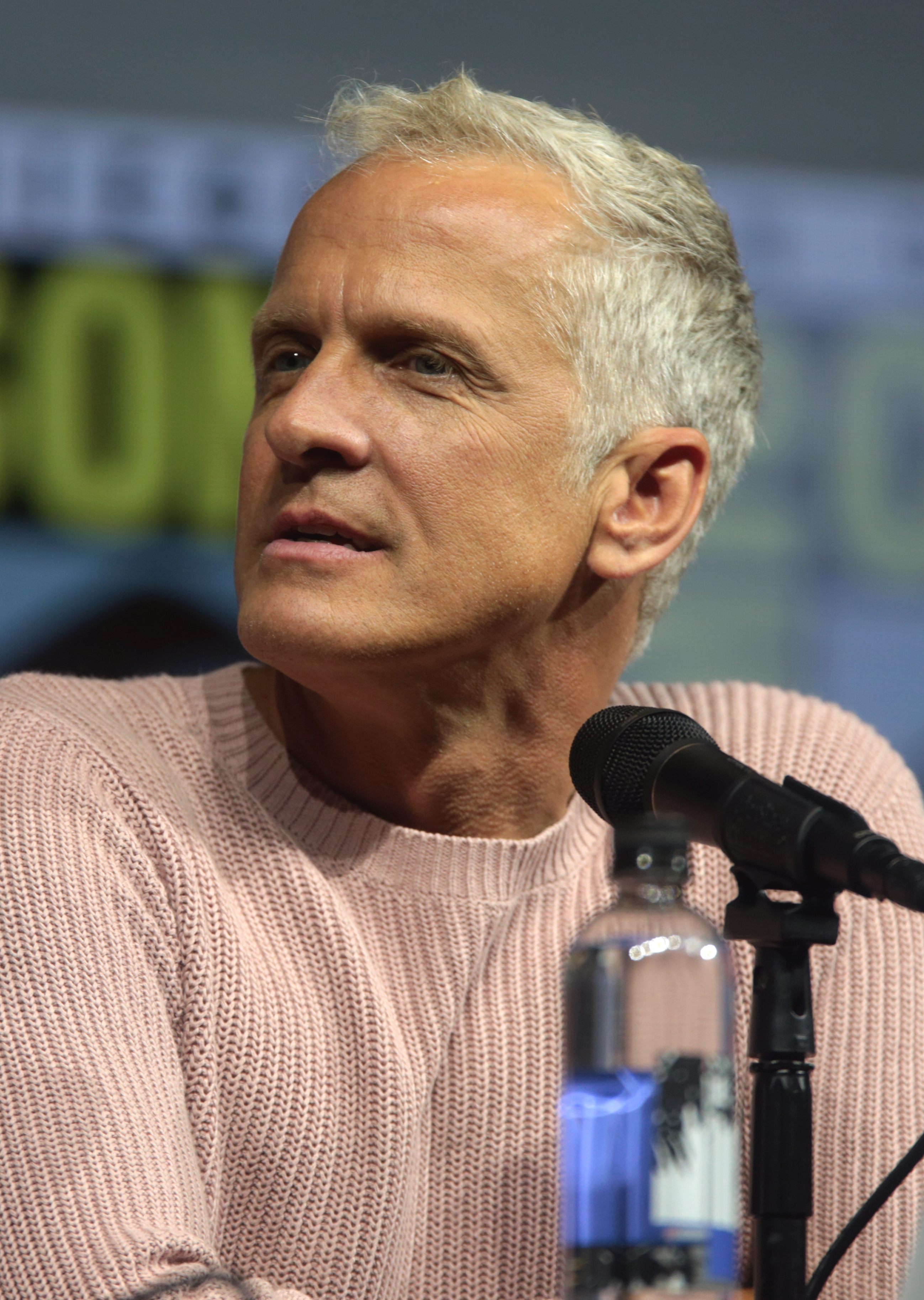
Patrick Fabian (* 1964)

- Fabian, Patrick (* 1987), deutscher Laiendarsteller und Sänger
- Fabian, Patrick (* 1987), deutscher Fußballspieler
- Fabian, Peter (1937–2014), deutscher Physiker
- Fabian, Rainer (1935–2004), deutscher Journalist und Buchautor
- Fabian, Roderich (* 1957), deutscher Musikjournalist
- Fabian, Rudolf (1912–1943), deutscher Geologe und Petrologe
- Fabian, Simon (* 2003), deutscher Schauspieler
- Fabian, Thomas (* 1955), deutscher Psychologe und Politiker (SPD)
- Fabián, Tomáš (* 1989), tschechischer Fußballspieler
- Fabian, Walter (1902–1992), deutscher Politiker (SPD, SAPD), antifaschistischer Widerstandskämpfer und Journalist
- Fabian, Wolfgang (* 1948), deutscher Fußballspieler
- Fábián, Zsolt (* 1968), ungarischer Badmintonspieler
- Fabianek, Agnes (1941–2015), österreichische Zisterzienserin, Äbtissin und Priorin
- Fabiánek, František (1884–1967), tschechischer Bildhauer
- Fabiani, Fabio (* 1974), italienischer Automobilrennfahrer
- Fabiani, Gaetano (1841–1904), Musiker und Komponist
- Fabiani, Giuseppe (1926–2019), italienischer Geistlicher und römisch-katholischer Bischof von Imola
- Fabiani, Joel (* 1936), US-amerikanischer Schauspieler
- Fabiani, Linda (* 1956), schottische Politikerin
- Fabiani, Max (1865–1962), österreichisch-italienischer Architekt
- Fabiankovich, Robert (1924–1992), österreichischer Ausstatter, Filmarchitekt und Requisiteur
- Fabiano, Germana (* 1971), italienische Schriftstellerin
- Fabiano, Giuseppe (1883–1962), italienischer Maler, Werbegrafiker, Illustrator und Karikaturist
- Fabiánová, Eva (* 1991), tschechische Grasskiläuferin
- Fabiánová, Tera (1930–2007), tschechische Romni, Poetin und Schriftstellerin
- Fabiański, Łukasz (* 1985), polnischer Fußballtorhüter
- Fabianus († 250), Papst und Märtyrer, Papst und Bischof von RomFabianus († 250)

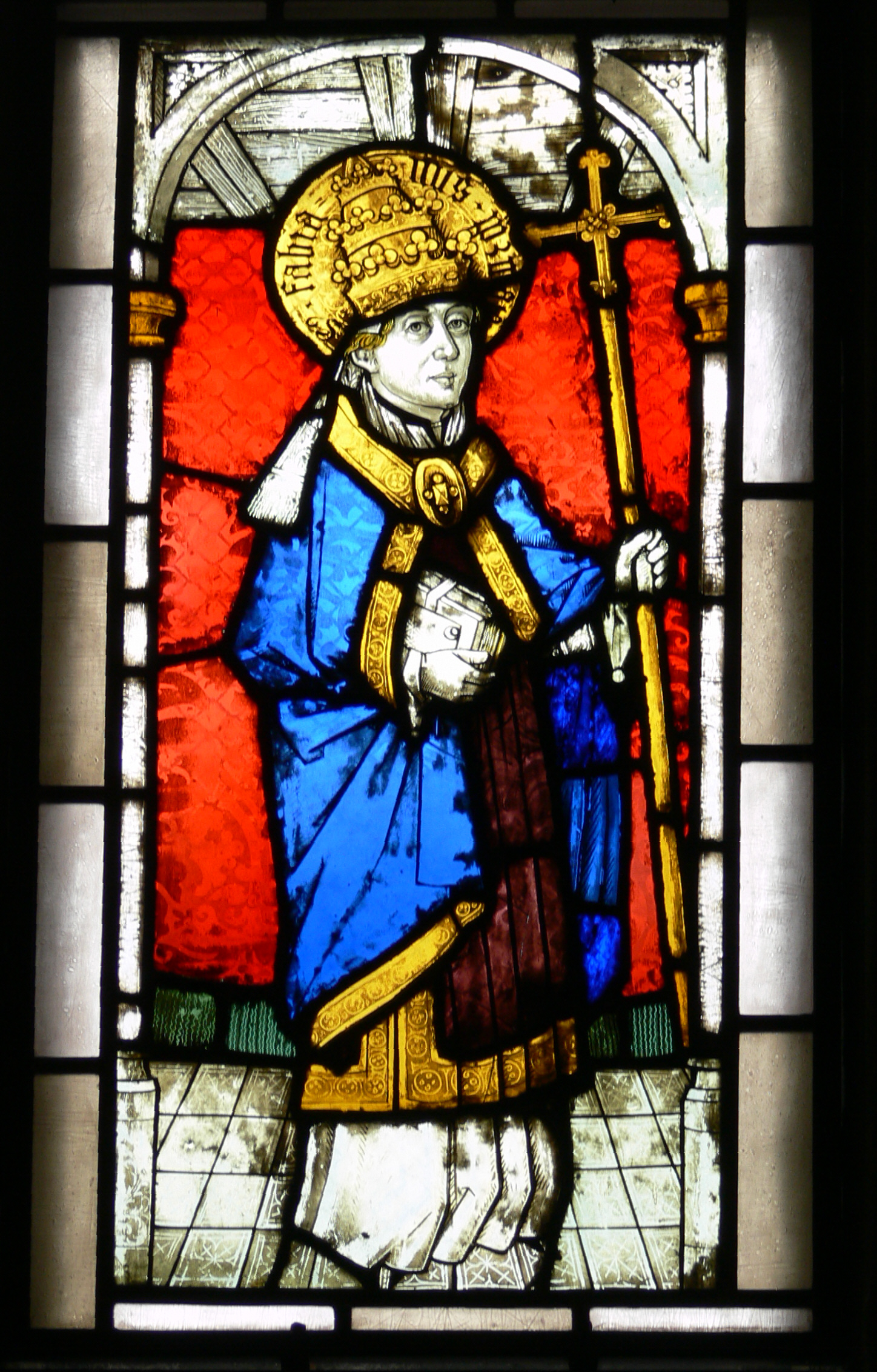
Fabianus († 250)

- Fabianus, Papirius, römischer Deklamator und Philosoph
- Fabich, Jürgen (1956–2010), deutscher Verleger
- Fabich, Peter J. (* 1945), deutscher Schriftsteller
- Fabich, Rainer (* 1958), deutscher Komponist, Filmkomponist, Musiker und Dozent
- Fabichler, Franz Xaver (1872–1934), österreichischer Schriftsteller
- Fabicki, Sławomir (* 1970), polnischer Filmregisseur und Drehbuchautor
- Fabics, Walter (1931–2017), österreichischer Politiker (SPÖ), Landtagsabgeordneter im Burgenland
- Fabig, Friedrich (1916–1986), deutscher Agrarwissenschaftler
- Fabig, Hannes (1939–2008), deutscher Bühnenbildner, Schauspieler, Regisseur und Maler
- Fabig, Uwe (* 1961), deutscher Eishockeyspieler
- Fabig, Wolfgang (1934–2008), deutscher Politiker (FDP), MdA
- Fabigan, Hans (1901–1975), österreichischer Maler und Plakatkünstler
- Fabigan, Hubert (1908–1995), nationalsozialistischer Funktionär
- Fabijański, Stanisław (1865–1947), polnischer Landschaftsmaler, Illustrator und Bildhauer
- Fabíková, Lucie (* 1980), tschechische Handballspielerin
- Fabinho (* 1975), brasilianischer Fußballspieler und -trainer
- Fabinho (* 1986), brasilianischer Fußballspieler
- Fabinho (* 1993), brasilianischer FußballspielerFabinho (* 1993)

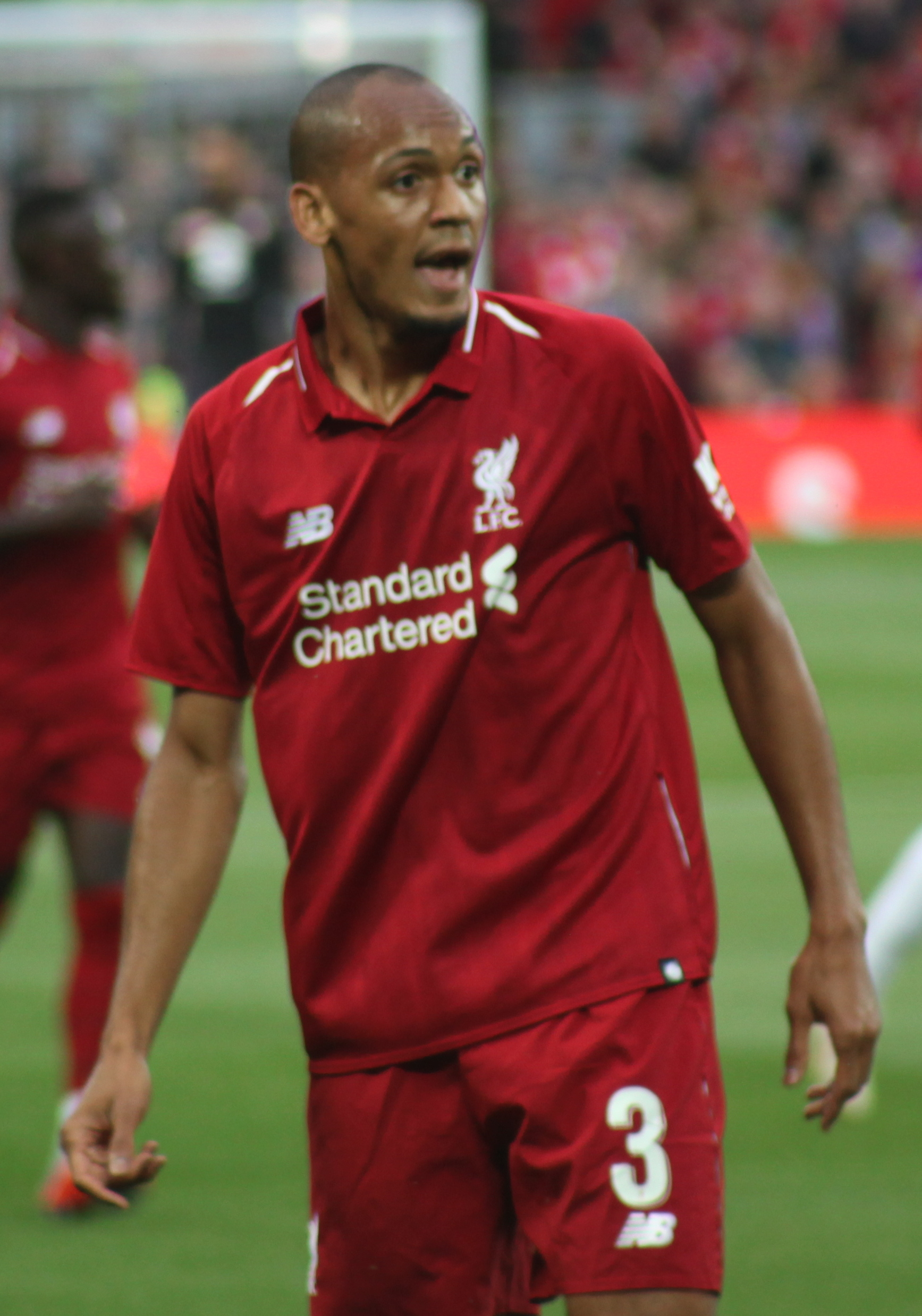
Fabinho (* 1993)

- Fabinho (* 1995), brasilianischer Fußballspieler
- Fabini, Anne (* 1969), deutsche Filmeditorin
- Fabini, Dana (* 1963), rumänische Konzeptkünstlerin
- Fabini, Eduardo (1882–1950), uruguayischer Komponist
- Fabini, Hermann (* 1938), rumänischer Architekt und Politiker
- Fabini, Ludwig (1830–1906), österreichischer General (Feldzeugmeister)
- Fabini, Ludwig von (1861–1937), österreichischer General der Infanterie
- Fabiński, Zbigniew (* 1965), polnischer Fußballspieler
- Fabiny, Tamás (* 1959), ungarischer lutherischer Bischof
- Fabiny, Teofil (1822–1908), ungarischer Politiker, Jurist und Justizminister
- Fabinyi, Andrew (1908–1978), ungarisch-australischer Buchhändler
- Fabinyi, József (1887–1949), ungarischer Schwimmer
- Fabinyi, Rudolf (1849–1920), ungarischer Chemiker
- Fabinyi, Tihamér (1890–1953), ungarischer Politiker
- Fábio (* 1980), brasilianischer FußballtorhüterFábio (* 1980)

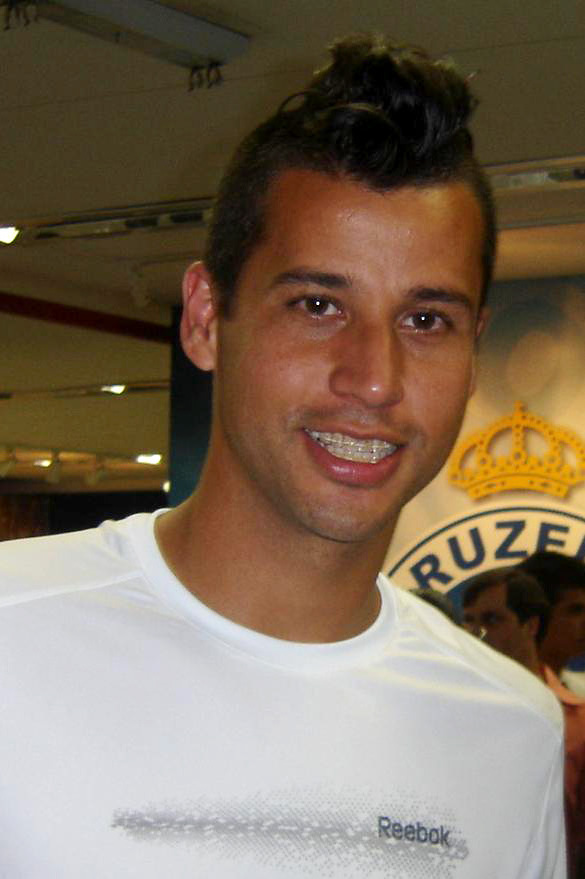
Fábio (* 1980)

- Fábio (* 1990), brasilianischer Fußballspieler
- Fábio (* 1997), brasilianischer Fußballspieler
- Fabiola (1946–2013), belgischer Performancekünstler
- Fabiola de Mora y Aragón (1928–2014), belgische Adelige, Königin von BelgienFabiola de Mora y Aragón (1928–2014)

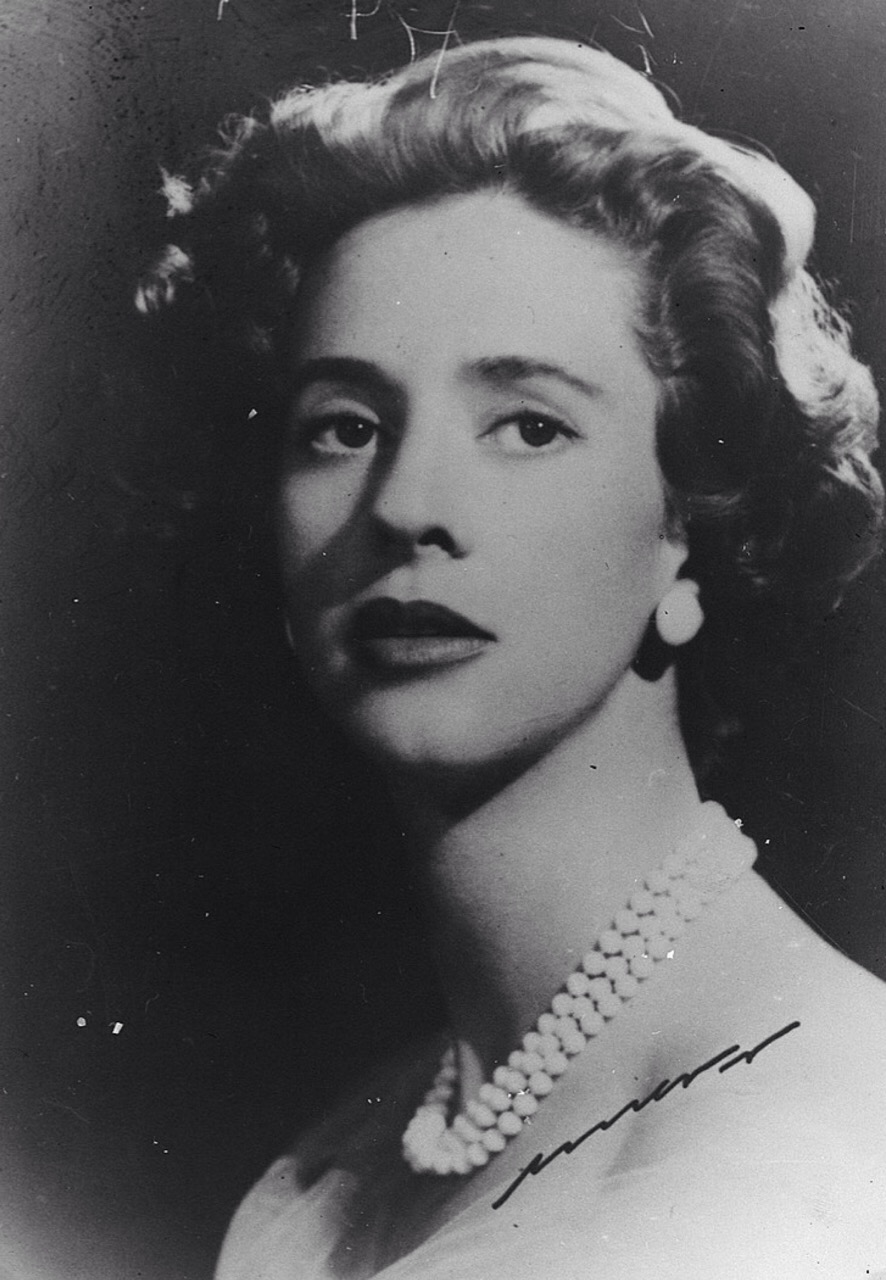
Fabiola de Mora y Aragón (1928–2014)

- Fabiola von Rom († 399), römische Wohltäterin und Heilige
- Fabisch, Ernst (1910–1943), deutscher Widerstandskämpfer gegen den Nationalsozialismus
- Fabisch, Jonah (* 2001), deutsch-simbabwischer Fußballspieler
- Fabisch, Joseph-Hugues (1812–1886), französischer Bildhauer
- Fabisch, Martin (* 1968), österreichischer Politiker (Grüne), Bezirksvorsteher im 8. Wiener Gemeindebezirk Josefstadt
- Fabisch, Reinhard (1950–2008), deutscher Fußballspieler und -trainer
- Fabisch, Ruth (1903–1990), deutsche Politikerin (LDPD), Abgeordnete der Volkskammer
- Fabisiak, Joanna (* 1950), polnische Politikerin, Mitglied des Sejm
- Fabiunke, Günter (1921–2001), deutscher Ökonom
- Fabius (* 1966), italienisch-deutscher Sänger, Schauspieler, Musicaldarsteller, Musikproduzent und Podcaster
- Fabius Agrippinus, Gaius, römischer Senator
- Fabius Ambustus, Gaius, römischer Konsul 358 v. Chr.
- Fabius Ambustus, Kaeso, römischer Konsulartribun 404, 401, 395 und 390 v. Chr.
- Fabius Ambustus, Marcus, römischer Konsulartribun
- Fabius Ambustus, Marcus, römischer Konsul und Feldherr
- Fabius Ambustus, Numerius, römischer Konsulartribun 406 und 390 v. Chr.
- Fabius Ambustus, Quintus, römischer Konsulartribun 390 v. Chr.
- Fabius Barbarus, Quintus, römischer Konsul 99
- Fabius Buteo, Marcus, römischer Konsul 245 v. Chr.
- Fabius Buteo, Numerius, römischer Konsul 247 v. Chr.
- Fabius Catullinus, Quintus, Statthalter (127 bis 129)
- Fabius Cilo, Lucius, römischer Suffektkonsul 193 und Konsul 204
- Fabius Dioc[…], Quintus, antiker römischer Toreut
- Fabius Dorso Licinus, Gaius, römischer Konsul 273 v. Chr.
- Fabius Dorsuo, Marcus, römischer Konsul 345 v. Chr.
- Fabius Fabullus, Lucius, römischer Offizier (Kaiserzeit)
- Fabius Faustinianus, römischer Offizier (Kaiserzeit)
- Fabius Gallus, Lucius, römischer Suffektkonsul 131
- Fabius Honoratus, römischer Offizier (Kaiserzeit)
- Fabius Iulianus, Quintus, römischer Suffektkonsul 131
- Fabius Iustus, Lucius, Suffektkonsul 102
- Fabius Labeo, Quintus, römischer Konsul 183 v. Chr. und Feldherr
- Fabius Liberalis, Titus, römischer Offizier (Kaiserzeit)
- Fabius Licinus, Marcus, römischer Konsul 246 v. Chr.
- Fabius Maximus Aemilianus, Quintus, römischer Konsul und Feldherr
- Fabius Maximus Allobrogicus, Quintus, römischer Konsul und Feldherr
- Fabius Maximus Eburnus, Quintus, römischer Konsul und Feldherr
- Fabius Maximus Gurges, Quintus, römischer Politiker und Konsul
- Fabius Maximus Gurges, Quintus († 265 v. Chr.), römischer Politiker und Konsul
- Fabius Maximus Rullianus, Quintus, römischer Konsul und Feldherr in den Samnitenkriegen
- Fabius Maximus Servilianus, Quintus, römischer Konsul und Feldherr
- Fabius Maximus Verrucosus, Quintus († 203 v. Chr.), römischer Senator und FeldherrQuintus Fabius Maximus Verrucosus († 203 v. Chr.)

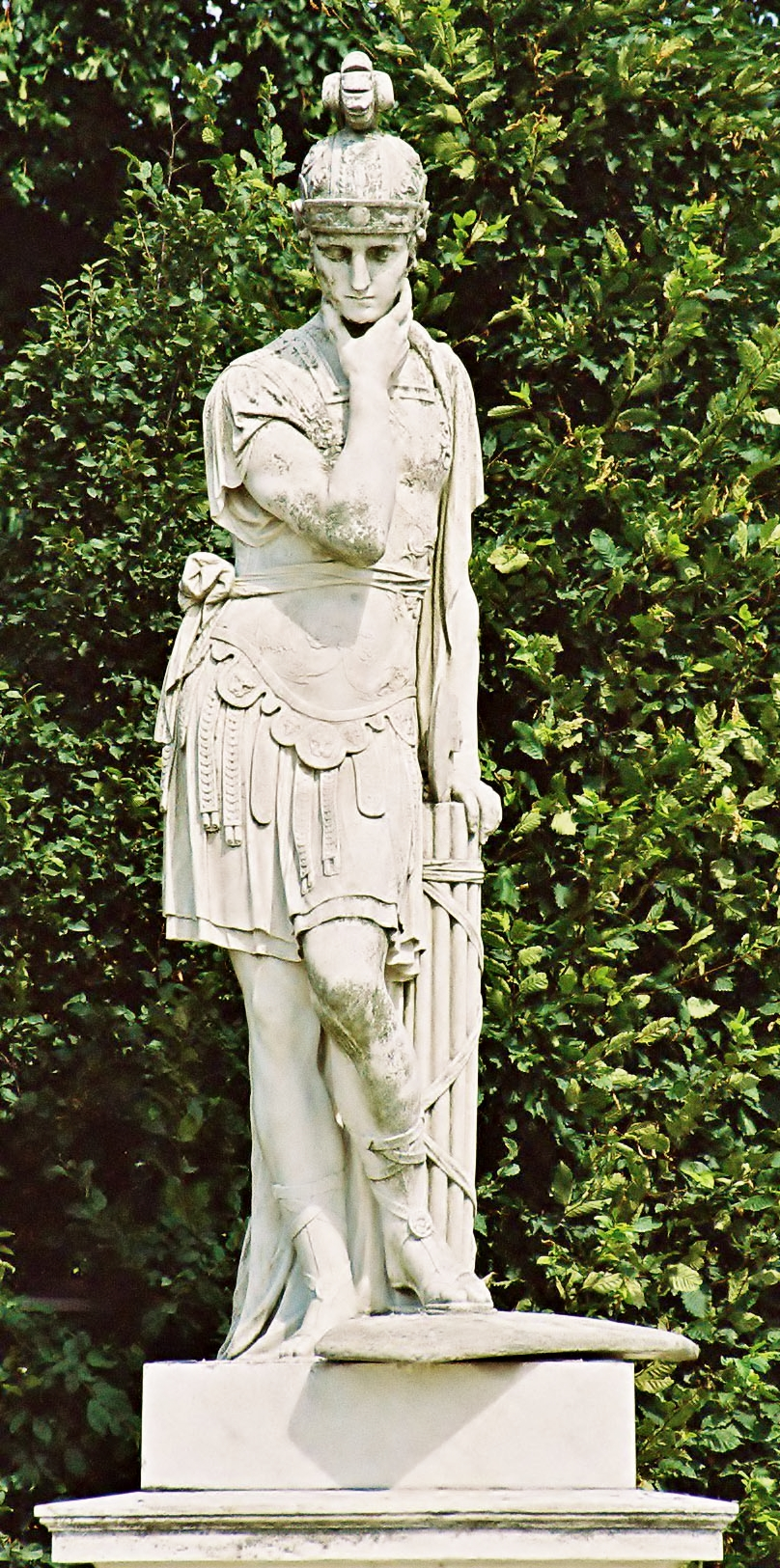
Quintus Fabius Maximus Verrucosus († 203 v. Chr.)

- Fabius Maximus, Africanus, römischer Konsul 10 v. Chr.
- Fabius Maximus, Paullus († 14), römischer Konsul 11 v. Chr.
- Fabius Maximus, Quintus, römischer Konsul 213 v. Chr.
- Fabius Maximus, Quintus († 45 v. Chr.), römischer Konsul und Feldherr
- Fabius Mela, römischer Jurist der augustäischen Kaiserzeit
- Fabius Mettianus, Marcus, römischer Offizier (Kaiserzeit)
- Fabius Nymphodotus, Spurius, antiker römischer Toreut
- Fabius Persicus, Paullus, römischer Senator in der frühen Kaiserzeit
- Fabius Pictor, Gaius, römischer Adliger
- Fabius Pictor, Gaius, römischer Konsul 269 v. Chr.
- Fabius Pictor, Numerius, römischer Konsul 266 v. Chr.
- Fabius Pictor, Quintus, römischer Geschichtsschreiber
- Fabius Postuminus, Quintus, römischer Suffektkonsul (96)
- Fabius Postumus, römischer Offizier (Kaiserzeit)
- Fabius Proculus, Aulus, römischer Offizier (Kaiserzeit)
- Fabius Rusticus, römischer Historiker
- Fabius Sabinus, Präfekt
- Fabius Secundus, Quintus, antiker römischer Toreut
- Fabius Tuscus, Lucius, römischer Suffektkonsul 100
- Fabius Valens († 69), römischer Suffektkonsul 69 und Militär
- Fabius Vibulanus, Kaeso († 477 v. Chr.), römischer Konsul und Feldherr
- Fabius Vibulanus, Marcus, römischer Konsul und Feldherr
- Fabius Vibulanus, Marcus († 477 v. Chr.), römischer Konsul und Feldherr
- Fabius Vibulanus, Quintus, Politiker der römischen Republik, Konsul 423
- Fabius Vibulanus, Quintus († 480 v. Chr.), Politiker der römischen Republik, Konsul 485 und 482 v. Chr.
- Fabius Vibulanus, Quintus, Politiker der römischen Republik, Konsul 467, 465 und 459 v. Chr.
- Fabius von Antiochia († 256), Bischof von Antiochien
- Fabius, Hendrik Anton Cornelis (1878–1957), niederländischer Offizier, Leiter des niederländischen Militärgeheimdienstes
- Fabius, Jan (1820–1889), niederländischer Genre- und Landschaftsmaler
- Fabius, Johanna Christina Frederika Elisabeth (1857–1944), niederländische Schriftstellerin
- Fabius, Laurent (* 1946), französischer Politiker, Mitglied der Nationalversammlung, MdEPLaurent Fabius (* 1946)

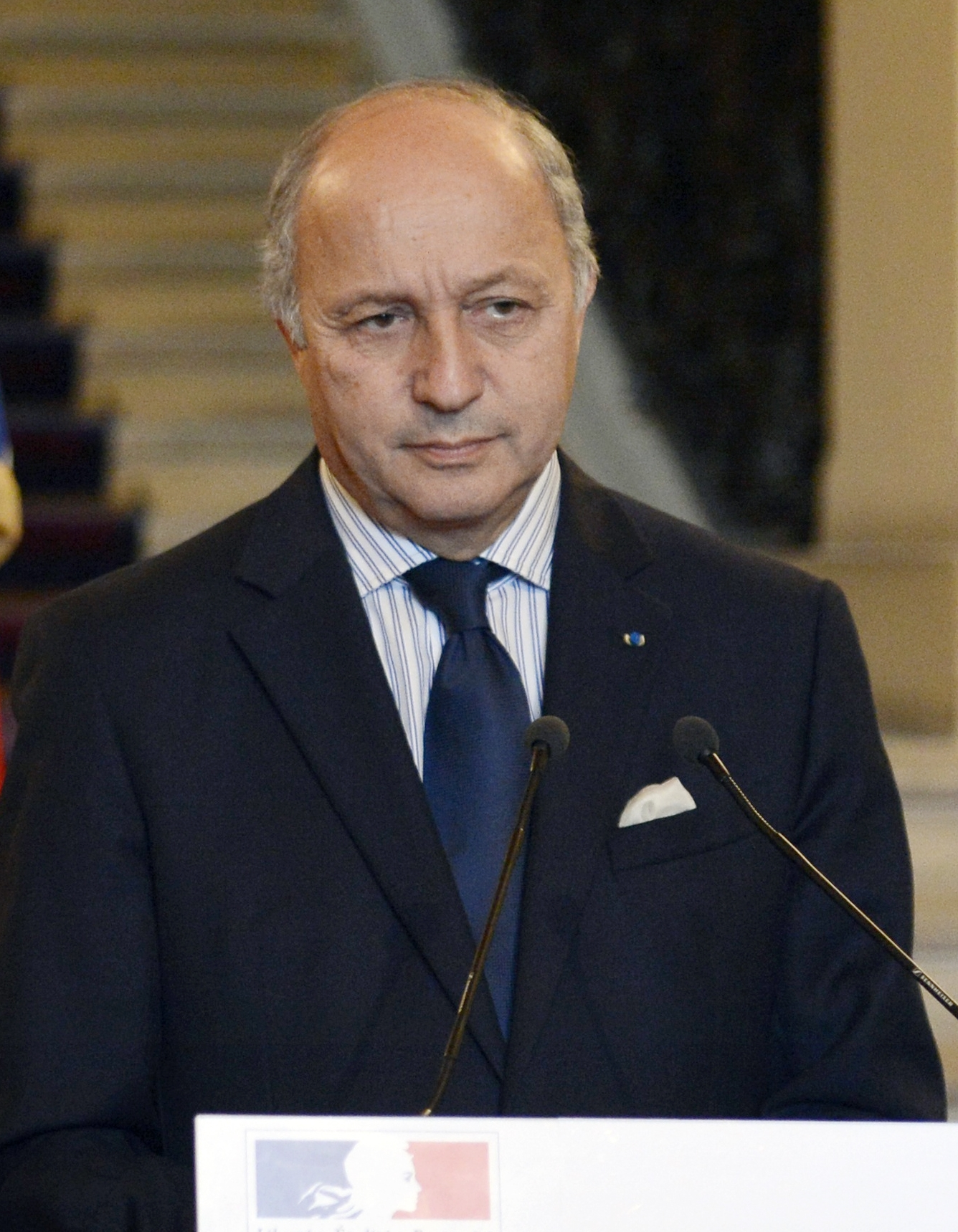
Laurent Fabius (* 1946)

- Fabius, Odette (1910–1990), französische Autorin und Widerstandskämpferin

### Fabj
- Fabjan, Erika (* 1987), slowenische Beachvolleyballspielerin
- Fabjan, Simona (* 1989), slowenische Beachvolleyballspielerin
- Fabjan, Vesna (* 1985), slowenische Skilangläuferin
- Fabjančič, Tjaša, slowenische Jazzmusikerin (Gesang, Komposition)

### Fabl
- Fablo (* 2002), deutscher DJ und Musikproduzent

### Fabo
- Fabolous (* 1977), US-amerikanischer RapperFabolous (* 1977)

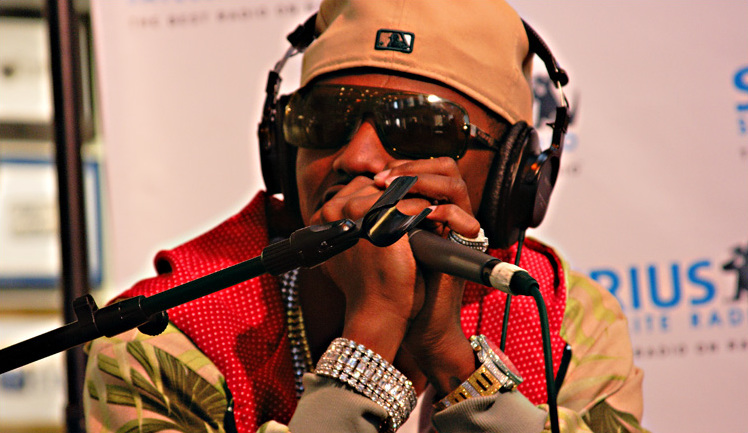
Fabolous (* 1977)

- Fabová, Klaudia (* 1998), slowakische Fußballspielerin

### Fabr
- Fabra i Poch, Pompeu (1868–1948), spanischer Philologe
- Fabra i Puig, Ferran (1866–1944), spanischer Ingenieur, Unternehmer und Bürgermeister
- Fabra Vallés, Juan Manuel (1950–2012), spanischer Politiker (PP), MdEP
- Fabra, Belén (* 1977), spanische Theater- und Filmschauspielerin
- Fabra, Ferdinand (1906–2007), deutscher Fußballtrainer
- Fabra, Frank (* 1991), kolumbianischer Fußballspieler
- Fabra, Ignazio (1930–2008), italienischer Ringer
- Fabray, Nanette (1920–2018), US-amerikanische Schauspielerin und Sängerin
- Fabre de La Martillière, Jean (1732–1819), französischer Divisionsgeneral der Artillerie und Politiker
- Fabre d’Olivet, Antoine (1767–1825), französischer Schriftsteller und Theosoph
- Fabre, Alexandre (1782–1844), französischer Verkehrsingenieur und Hochschullehrer
- Fabre, André (* 1945), französischer Jockey und Pferdetrainer
- Fabre, Augustin (1797–1870), französischer Regionalhistoriker
- Fabré, Cándido (* 1957), kubanischer Musiker, Songschreiber und Sänger
- Fabre, Clément (* 1989), französischer Fußballspieler
- Fabre, Denise (* 1942), französische Programmsprecherin und Moderatorin
- Fabre, Dominique (1929–2010), Schweizer Schriftsteller und Drehbuchautor
- Fabre, Dylan (* 2000), französischer Eishockeyspieler
- Fabre, Édouard (1885–1939), kanadischer Leichtathlet
- Fabre, Édouard-Charles (1827–1896), kanadischer Geistlicher und römisch-katholischer Erzbischof von Montréal
- Fabre, Édouard-Raymond (1799–1854), kanadischer Politiker und Buchhändler
- Fabre, Ferdinand (1827–1895), französischer Schriftsteller
- Fabre, François-Xavier (1766–1837), französischer Maler, Zeichner, Radierer und Kunstsammler
- Fabre, Gabriel (1774–1858), französischer Generalleutnant der Infanterie
- Fabre, Henri (1876–1969), französischer Journalist
- Fabre, Henri (1882–1984), französischer Luftfahrtpionier
- Fabre, Jacques (* 1955), haitianisch-US-amerikanischer Ordensgeistlicher, römisch-katholischer Bischof von Charleston
- Fabre, Jan (* 1958), belgischer Maler, Dramaturg und Choreograf
- Fabre, Jean (1904–1975), französischer Romanist und Literaturwissenschaftler
- Fabre, Jean-Henri (1823–1915), französischer Entomologe und AutorJean-Henri Fabre (1823–1915)

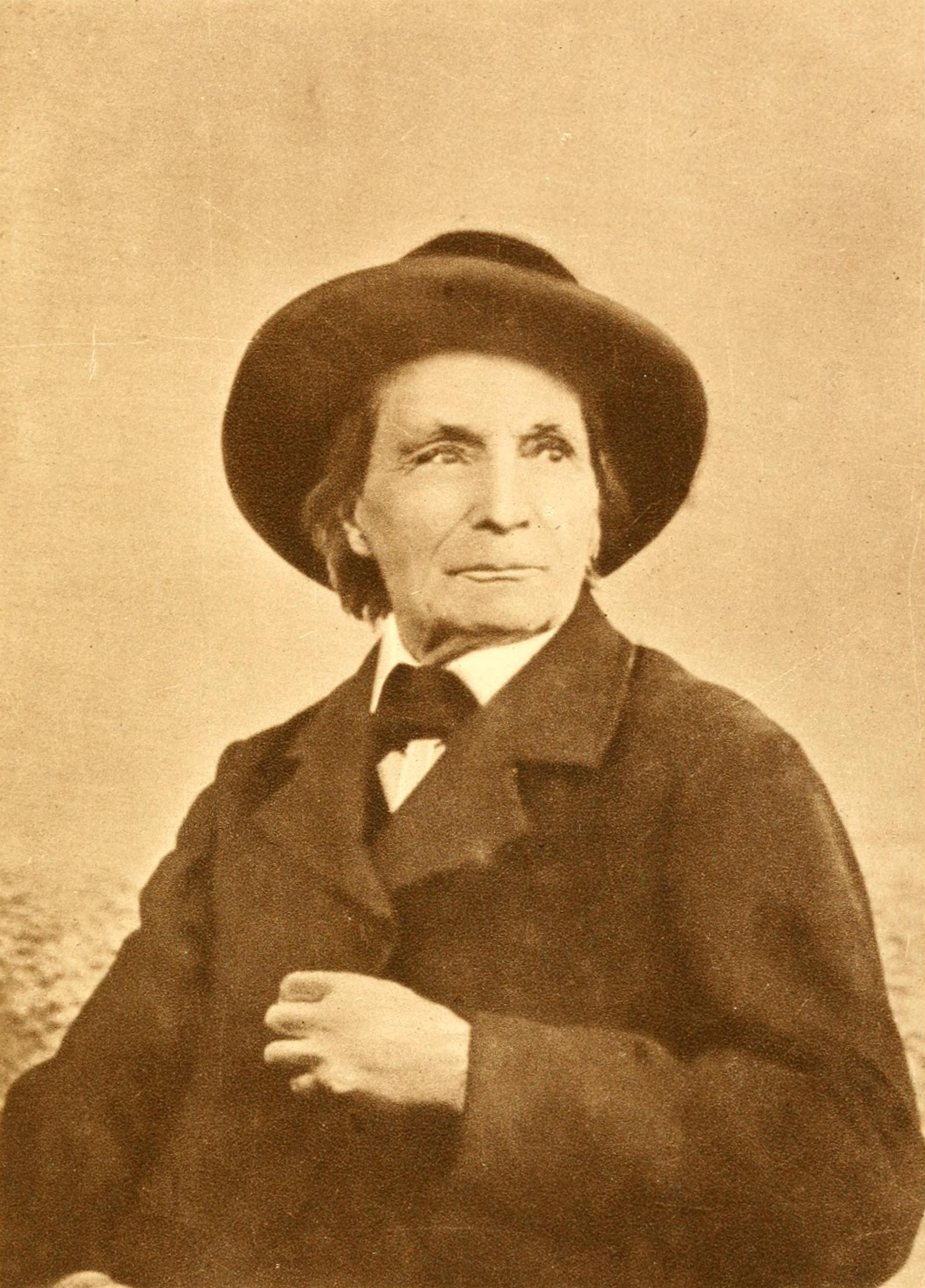
Jean-Henri Fabre (1823–1915)

- Fabre, Jean-Marc (* 1964), französischer Kameramann
- Fabre, Joseph (1824–1892), Generaloberer der Oblaten der makellosen Jungfrau Maria
- Fabre, Joseph-Antoine (1844–1923), französischer Geistlicher, Bischof und der erste Erzbischof von Marseille
- Fabre, Lucien (1889–1952), französischer Schriftsteller und Industrieller
- Fabre, Marcel (1886–1929), spanischer Filmschauspieler, Regisseur und Drehbuchautor
- Fabre, Margaux (* 1992), französische Schwimmerin
- Fabre, Pascal (* 1960), französischer Formel-1-Fahrer
- Fabre, Pierre (1926–2013), französischer Apotheker und Unternehmer
- Fabre, Pierre-Henri (* 1981), französischer Evolutionsbiologe und Mammaloge
- Fabre, Pierre-Jean (1588–1658), französischer Alchemist und Arzt
- Fabre, Robert (1915–2006), französischer Politiker (PR, MRG), Mitglied der Nationalversammlung
- Fabre, Shelton (* 1963), US-amerikanischer Geistlicher, römisch-katholischer Erzbischof von Louisville
- Fabre, Thierry (* 1982), französischer Judoka
- Fabre, Valentine (* 1976), französische Skibergsteigerin
- Fabre-Domergue, Paul (1861–1940), französischer Mediziner, Naturforscher und Embryologe
- Fábrega, José de (1774–1841), panamaischer Staatsmann
- Fábrega, Sasha (* 1990), panamaische Fußballtorhüterin
- Fàbrega, Valentí (1931–2024), katalanisch-deutscher Philologe und Theologe
- Fábregas, Alex (* 1980), spanischer Hockeyspieler
- Fàbregas, Cesc (* 1987), spanischer Fußballspieler und -trainerCesc Fàbregas (* 1987)

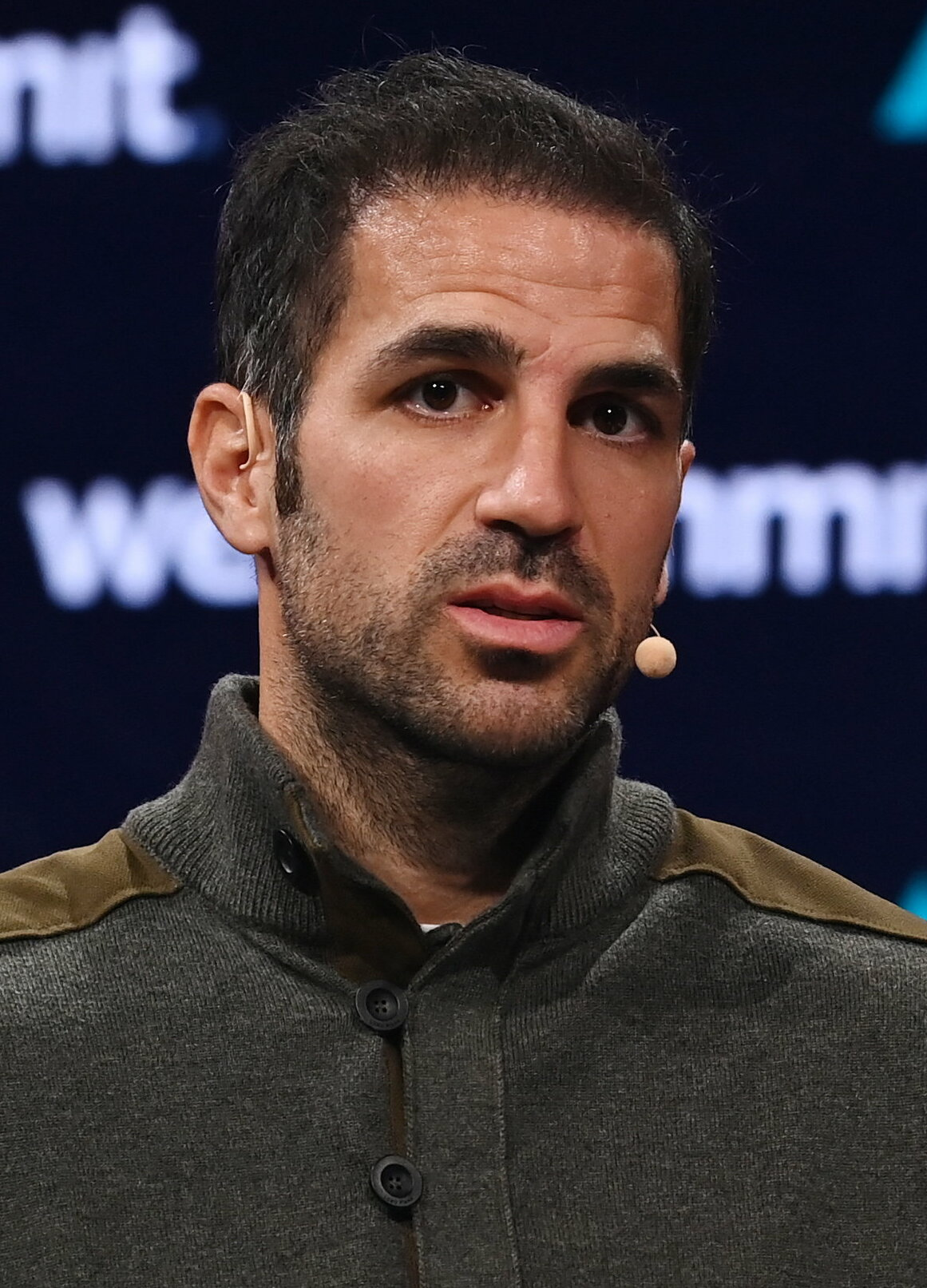
Cesc Fàbregas (* 1987)

- Fábregas, Elisenda (* 1955), spanische Pianistin und Komponistin
- Fábregas, Francisco (* 1949), spanischer Hockeyspieler
- Fábregas, Jorge (* 1947), spanischer Hockeyspieler
- Fábregas, Kiko (* 1977), spanischer Hockeyspieler
- Fabregas, Ludovic (* 1996), französischer Handballspieler
- Fábregas, Manolo (1921–1996), mexikanischer Schauspieler, Regisseur und Filmproduzent spanischer Herkunft
- Fàbregas, Tomàs (1904–1969), spanischer Fußballspieler, -trainer und Politiker
- Fabregat, Àngel (* 1965), spanischer Schriftsteller katalanischer Sprache
- Fabrègues, Joseph-Sylvain-Marius (1872–1928), französischer Geistlicher
- Fabres, Joaquín (1864–1914), chilenischer Maler
- Fabretti, Livio (1786–1855), italienischer römisch-katholischer Geistlicher, Zisterzienser, Abt und Generalabt
- Fabretti, Raffaele (1620–1700), italienischer Historiker, Antiquar und Archäologe
- Fabri de Werdea, Johannes († 1505), bayerischer Dichter (Latein und Deutsch), Humanist, Jurist und herzoglich sächsischer Rat
- Fabri Fibra (* 1976), italienischer RapperFabri Fibra (* 1976)

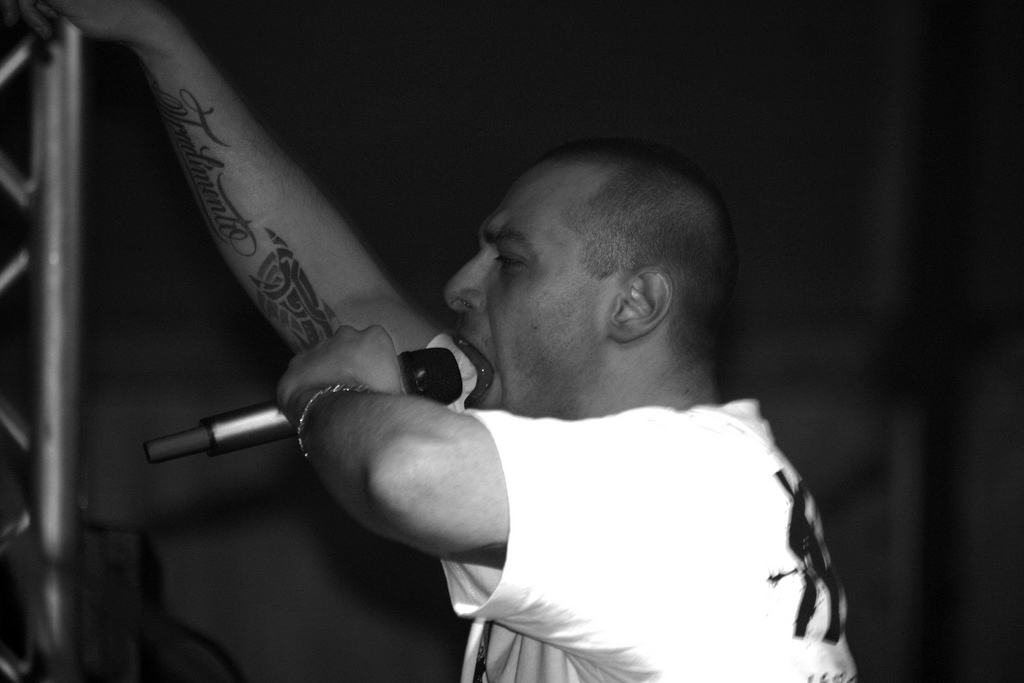
Fabri Fibra (* 1976)

- Fabri, Adhémar († 1388), Bischof von Saint-Paul-Trois-Châteaux und Genf
- Fabri, Albrecht (1911–1998), deutscher Schriftsteller
- Fabri, Anna, erste Buchdruckerin in Schweden
- Fabri, Elio (* 1930), italienischer Physiker
- Fabri, Felix, Dominikaner und Schriftsteller
- Fabri, Frances (1929–2006), ungarisch-US-amerikanische Historikerin des Holocaust
- Fabri, Friedrich (1824–1891), deutscher Theologe und Kolonialpublizist
- Fabri, Giovanni Antonio (1652–1723), italienischer katholischer Superior und Visitator des Ordens der Missionare des heiligen Vinzenz von Paul in Polen
- Fabri, Honoré († 1688), französischer Jesuit, Mathematiker, Astronom, Philosoph und Physiker
- Fabri, Johann (1478–1541), Humanist, katholischer Bischof der Diözese Wien
- Fabri, Johann Ernst (1755–1825), Schriftsteller, Geograph
- Fabri, Johannes († 1480), römisch-katholischer Theologe
- Fabri, Johannes (1504–1558), Dominikaner
- Fabri, Johannes (1571–1620), deutscher Arzt und Hochschullehrer
- Fabri, Martin († 1520), Pfarrer in Görlitz
- Fabri, Martinus († 1400), niederländischer Komponist
- Fabri, Pierre (1450–1535), französischer Dichter, Rhetoriker und Romanist
- Fabri, Rodrigo (* 1976), brasilianischer Fußballspieler
- Fabri, Stefano († 1609), italienischer Kapellmeister
- Fabri, Stefano junior († 1658), italienischer Kapellmeister
- Fabri, Thomas, franko-flämischer Komponist und Sänger der frühen Renaissance
- Fabri, Ulrich († 1544), Arzt, Dichter, Autor, Humanist
- Fábri, Zoltán (1917–1994), ungarischer Regisseur
- Fabricant, Solomon (1906–1989), US-amerikanischer Wirtschaftswissenschaftler und Fotograf
- Fabrice, Alfred von (1818–1891), sächsischer General der Kavallerie und Regierungschef (1876–1891)
- Fabrice, August von (1823–1891), deutscher Verwaltungsjurist
- Fabrice, Eberhard von (1851–1942), sächsischer Kammerherr und Rittmeister
- Fabrice, Friedrich Ernst von (1683–1750), deutscher Diplomat
- Fabrice, Friedrich von (1836–1897), bayerischer Generalmajor und Militärhistoriker
- Fabrice, Georg von (1830–1908), deutscher Verwaltungsjurist
- Fabrice, Ilka von (1846–1907), deutsche Malerin
- Fabrice, Johann Ludwig von (1676–1733), deutscher Diplomat und Staatsmann in den Diensten von Kurhannover
- Fabrice, Just Ludwig von (1713–1771), deutscher Gutsherr, Verwaltungsjurist und Domherr
- Fabrice, Oswald von (1820–1898), deutscher Staatsbeamter
- Fabrice, Weipart Ludwig von (1640–1724), kurhannoverscher Diplomat und Staatsmann
- Fabricius Luscinus, Gaius, römischer Konsul
- Fabricius Montanus, Johannes (1527–1566), Bündner Reformator und neulateinischer Dichter des Humanismus
- Fabricius, Andreas († 1552), Schweizer evangelischer Geistlicher und Reformator
- Fabricius, Andreas (1530–1577), evangelischer Theologe und neulateinischer Dichter
- Fabricius, Anna Cäcilie (1747–1820), deutsche Schriftstellerin
- Fabricius, August (1825–1890), deutscher Beamter, Statistiker und Politiker
- Fabricius, Balthasar († 1541), deutscher Humanist, lateinischer Grammatiker und Rhetoriker
- Fabricius, Balthasar († 1622), österreichischer Zisterzienser und Abt
- Fabricius, Christoph Gabriel (1684–1757), deutscher lutherischer Theologe
- Fabricius, David (1564–1617), deutscher Theologe, Amateurastronom und Kartograf
- Fabricius, Dirk (* 1949), deutscher Rechtswissenschaftler und Kriminologe
- Fabricius, Ernst (1857–1942), deutscher Provinzialrömischer Archäologe und Althistoriker
- Fabricius, Eugen (1871–1960), deutscher Architekt
- Fabricius, Ferdinand der Jüngere (1840–1912), deutscher Jurist, Historiker und Archivar
- Fabricius, Franciscus (1663–1738), niederländischer reformierter Theologe
- Fabricius, Fritz (1919–2004), deutscher Offizier in der Kriegsmarine und der Luftwaffe der Wehrmacht, Rechtswissenschaftler und Autor juristischer Fachbücher
- Fabricius, Gábor (* 1975), ungarischer Filmregisseur und Drehbuchautor
- Fabricius, Georg (1516–1571), protestantischer deutscher Dichter, Historiker und Antiquar
- Fabricius, Georg Andreas (1589–1645), deutscher Pädagoge und Polyhistor
- Fabricius, Gustav (1880–1960), deutscher Hafen- und Flughafenmanager
- Fabricius, Hans (1891–1945), deutscher Jurist und Politiker (NSDAP), MdR
- Fabricius, Heinrich († 1595), deutscher geistlicher Schriftsteller, Weihbischof in Speyer
- Fabricius, Heinrich († 1612), deutscher Mediziner, Dichter und Philosoph
- Fabricius, Heinrich August (1764–1821), deutscher Schauspieler und Theaterdirektor
- Fabricius, Hermann Gustav (1802–1854), deutscher Rechtsanwalt und Notar, Syndicus und Senator der Hansestadt Wismar und 1848/49 Mitglied der Mecklenburgischen Abgeordnetenversammlung
- Fabricius, Jacob (1560–1640), deutscher evangelisch-lutherischer Theologe, Hauptpastor, Generalsuperintendent
- Fabricius, Jacob (1576–1652), deutscher Mediziner, Astronom und Dichter
- Fabricius, Jacob (1589–1645), deutscher evangelisch-lutherischer Theologe, Generalsuperintendent
- Fabricius, Jakob (1593–1654), lutherischer Theologe und Kirchenliederdichter
- Fabricius, Jan (1871–1964), niederländischer Dramatiker und Journalist
- Fabricius, Johan (1899–1981), niederländischer Schriftsteller, Illustrator, Journalist und Abenteurer
- Fabricius, Johann (1587–1617), deutscher Mediziner und Astronom
- Fabricius, Johann (1644–1729), deutscher lutherischer Theologe
- Fabricius, Johann Albert (1668–1736), deutscher klassischer Philologe und Theologe
- Fabricius, Johann Andreas (1696–1769), deutscher Lehrer und Gelehrter der Sprachwissenschaft
- Fabricius, Johann Christian (1745–1808), Zoologe und WirtschaftswissenschaftlerJohann Christian Fabricius (1745–1808)

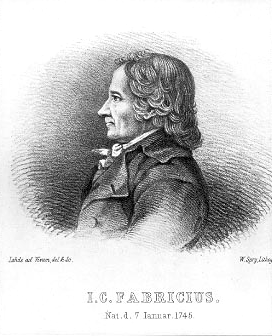
Johann Christian Fabricius (1745–1808)

- Fabricius, Johann Gottlieb (1681–1741), deutscher evangelischer Theologe und Begründer der niedersorbischen Schriftsprache
- Fabricius, Johann Sebald (1622–1682), deutscher evangelisch-reformierter Geistlicher und Hochschullehrer
- Fabricius, Johanna (* 1962), deutsche Klassische Archäologin
- Fabricius, Joseph (1865–1934), österreichischer Gynäkologe
- Fabricius, Karl (* 1982), schwedischer Eishockeyspieler
- Fabricius, Karl Ferdinand (1798–1842), deutscher Rechtswissenschaftler und Heimatforscher
- Fabricius, Karl Gustav (1788–1864), deutscher Politiker und Heimatkundler; Bürgermeister von Stralsund (1842–1864)
- Fabricius, Mathilde (1879–1946), deutsche Malerin
- Fabricius, Otto (1744–1822), dänischer Geistlicher, Zoologe und Sprachwissenschaftler
- Fabricius, Otto von (1857–1912), österreichisch-ungarischer Schriftsteller und Journalist
- Fabricius, Paul (1529–1589), Humanist, Mathematiker, Astronom, Botaniker, Geograph und Lyriker
- Fabricius, Petrus, Pastor
- Fabricius, Philipp, böhmischer Kanzleisekretär, Überlebender des Prager Fenstersturzes
- Fabricius, Philipp Konrad (1714–1774), deutscher Mediziner, Pharmazeut, Botaniker und Hochschullehrer
- Fabricius, Philipp Ludwig (1599–1666), deutscher Jurist und Hessen-Darmstädter Kanzler
- Fabricius, Richard Daniel (1863–1923), deutscher Bildhauer und Medailleur
- Fabricius, Signe (* 1971), dänische Schauspielerin, Tänzerin und Choreografin
- Fabricius, Statius (1591–1651), deutscher Theologe
- Fabricius, Theodor (1501–1570), lutherischer Theologe und Reformator
- Fabricius, Theodosius (1560–1597), deutscher Theologe (lutherisch)
- Fabricius, Thomas († 1627), reformierter Prediger in Danzig
- Fabricius, Werner (1633–1679), deutscher Organist und Komponist
- Fabricius, Wilhelm (1857–1942), deutscher Bibliothekar und Historiker
- Fabricius, Wilhelm (1861–1920), deutscher Historiker und Kartograf
- Fabricius, Wilhelm (1882–1964), deutscher Diplomat
- Fabricius, Wilhelm (1894–1989), deutscher Forstwissenschaftler und Schriftsteller
- Fabricius, Wilhelm (1920–1988), deutscher Diplomat
- Fabricius-Bjerre, Bent (1924–2020), dänischer Pianist und Komponist von Filmmusik
- Fabricius-Bjerre, Mikaela (1969–2023), finnische Dressurreiterin
- Fabricius-Brand, Margarete (* 1979), deutsche Fachanwältin für Familienrecht, Diplom-Psychologin und ehemalige Richterin am Niedersächsischen Staatsgerichtshof
- Fabricius-Hansen, Cathrine (* 1942), dänische Sprachwissenschaftlerin
- Fabriciuss, Jānis (1877–1929), sowjetischer Militär im Bürgerkrieg
- Fabrick, Johannes (* 1958), österreichischer Filmregisseur
- Fabriczy, Cornelius von (1839–1910), Kunsthistoriker
- Fabrie, Rob (* 1971), niederländischer DJ
- Fabriga, Rexel (* 1985), philippinischer Wasserspringer
- Fabrikant, Sara Irina (* 1967), Schweizer Geographin und Hochschullehrerin
- Fabrikant, Walentin Alexandrowitsch (1907–1991), russischer Physiker und Hochschullehrer
- Fabrin, Kirsten (* 1953), dänische Fußballspielerin
- Fabrique, Yann de (* 1973), französischer Schwimmer
- Fabris, Dave (* 1967), amerikanischer Jazzmusiker (Gitarre, Komposition)
- Fabris, Dominik Tomiotti de (1725–1789), k. k. Feldzeugmeister, Ritter des Maria-Theresia-Ordens und zuletzt kommandierender General in Siebenbürgen
- Fabris, Enrico (* 1981), italienischer Eisschnellläufer
- Fabris, Florencia (1975–2013), argentinische Opernsängerin (Sopran)
- Fabris, Giorgio (* 1953), italienischer Regisseur, Filmproduzent und Schriftsteller
- Fabris, Laura, Materialwissenschaftlerin und Hochschullehrerin
- Fabris, Lucio (* 1957), kanadischer Badmintonspieler
- Fabris, Michele (1644–1684), ungarischer Bildhauer
- Fabritius, Barent, holländischer Maler
- Fabritius, Bernd (* 1965), deutscher Politiker (CSU), MdB a. D., Bundesbeauftragter und VerbandsfunktionärBernd Fabritius (* 1965)

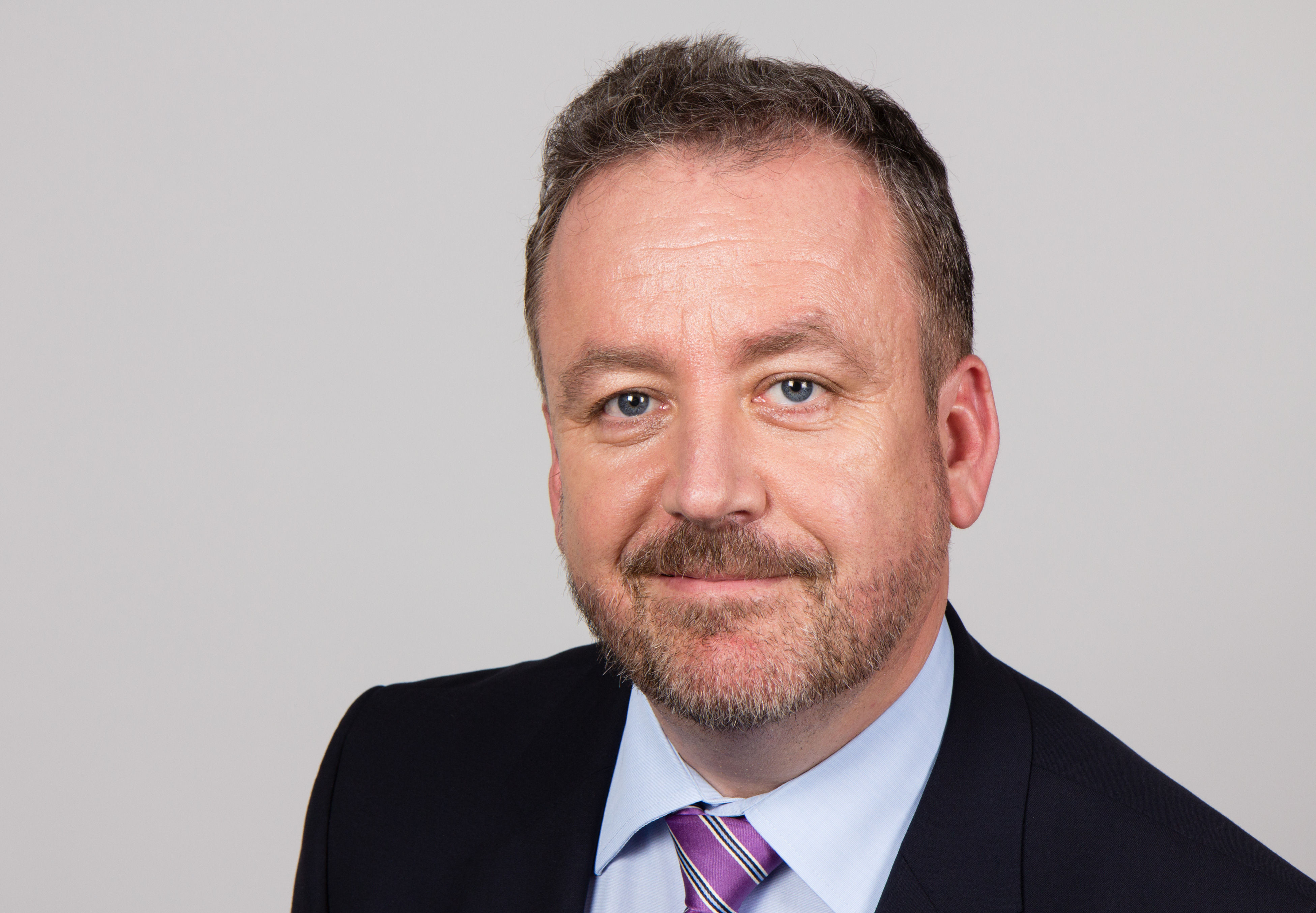
Bernd Fabritius (* 1965)

- Fabritius, Carel († 1654), holländischer Maler und Schüler Rembrandts
- Fabritius, Carl Ferdinand (1637–1673), deutscher Maler
- Fabritius, Elisabeth (* 1945), dänische Kunsthistorikerin
- Fabritius, Friederike (* 1988), deutsche Neurowissenschaftlerin, Autorin
- Fabritius, Fritz (1883–1957), rumäniendeutscher Politiker
- Fabritius, Jacob (1551–1629), reformierter Theologe und Rektor des Akademischen Gymnasiums Danzig
- Fabritius, Johann Conrad (1673–1722), deutscher Oberschultheiß und Kaufmann
- Fabritius, Johannes, holländischer Maler
- Fabritius, Jürgen (1941–2024), deutscher Dramaturg und Theaterintendant
- Fabritius, Laurentius († 1600), römisch-katholischer Geistlicher; Weihbischof in Köln
- Fabritius, Ruth (* 1959), deutsche Kunsthistorikerin
- Fabritius, Tom (* 1972), deutscher bildender Künstler
- Fabritius-Dancu, Juliana (1930–1986), rumänische Malerin, Volkskundlerin und Kunsthistorikerin
- Fabritz, Gustav (1895–1953), österreichischer Maschinenbauingenieur und Hochschullehrer, Konstrukteur von Wasserturbinen
- Fabritz, Peter (* 1966), deutscher Priester, Offizial des Erzbistums Köln
- Fabritzius, Lionel Casimir (1821–1866), französischer Zeichner und Karikaturist
- Fabrizi, Aldo (1905–1990), italienischer Filmschauspieler und Regisseur
- Fabrizi, Franco (1916–1995), italienischer Schauspieler
- Fabrizi, Nicola (1804–1885), Freiheitskämpfer und Soldat des italienischen Risorgimento
- Fabrizi, Valeria (* 1936), italienische Schauspielerin und Sängerin
- Fabrizio del Carretto (1455–1521), Großmeister des Johanniterordens
- Fabrizio, Girolamo († 1619), Anatom und Begründer der modernen Embryologie
- Fabrizio, Maurizio (* 1952), italienischer Komponist und Sänger
- Fabrizio, Michel (* 1984), italienischer Motorradrennfahrer
- Fabrizius, Irina (* 1981), deutsche Malerin
- Fabrizius, Johann Philipp (1711–1791), deutscher evangelischer Missionar, lutherischer Pastor und Bibelübersetzer in die Tamilsprache
- Fabrizius, Marina (* 1981), deutsche Malerin
- Fabro, Luciano (1936–2007), italienischer Künstler
- Fabroni, Angelo (1732–1803), italienischer Historiker
- Fabronius, Dominique C. (1828–1907), US-amerikanischer Maler und Lithograf
- Fabronius, Hermann (1570–1634), deutscher evangelischer Theologe und Dichter
- Fabry, Charles (1867–1945), französischer Physiker
- Fabry, Clara (1943–2015), deutsche Filmeditorin
- Fabry, Edmund (1892–1939), deutscher Architekt, Maler, Zeichner, Radierer und Grafiker
- Fabry, Eugène (1856–1944), französischer Mathematiker
- Fabry, Hannelore (1920–2014), deutsche Schauspielerin, Operettensängerin, Synchron- und Hörspielsprecherin
- Fabry, Heinz-Josef (* 1944), deutscher katholischer Alttestamentler
- Fabry, Hermann junior (* 1925), deutscher Dermatologe
- Fabry, Hermann senior (1880–1969), deutscher Dermatologe
- Fabry, Ina (* 1983), deutsche Rennfahrerin
- Fabry, Johannes (1860–1930), deutscher Arzt mit dem Fachgebiet Dermatologie
- Fábry, Kornél (* 1972), ungarischer römisch-katholischer Geistlicher, Weihbischof in Esztergom-Budapest
- Fabry, Philipp W. (* 1927), deutscher Gymnasiallehrer und Historiker
- Fabry, Wilhelm (1560–1634), deutsch-schweizerischer Wundarzt, gilt als Begründer der wissenschaftlichen ChirurgieWilhelm Fabry (1560–1634)

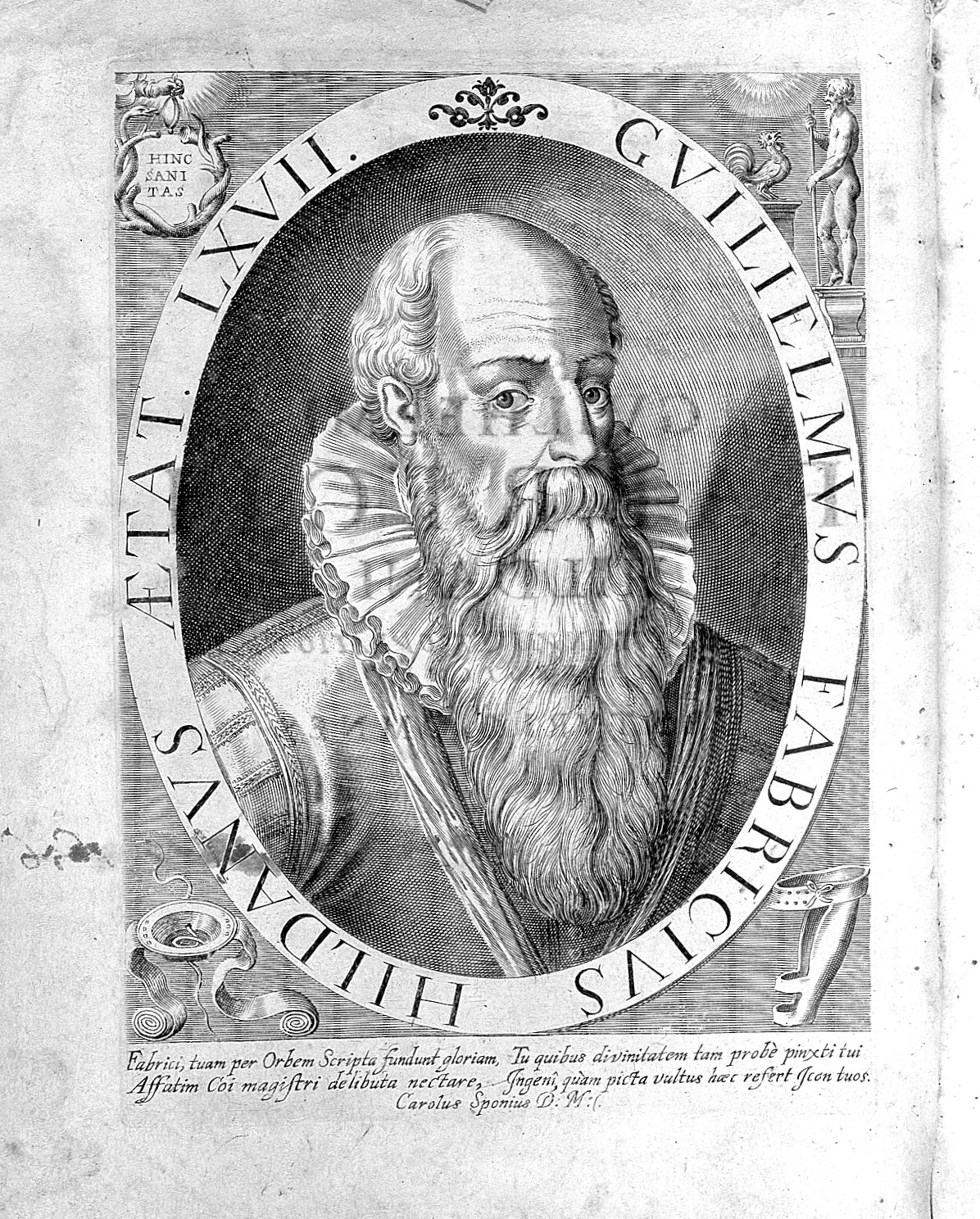
Wilhelm Fabry (1560–1634)

- Fabrycy, Jan, polnischer Komponist
- Fabrycy, Kazimierz (1888–1958), polnischer General

### Fabs
- Fäbson (* 1987), deutscher Rapper

### Fabu
- Fabulya, György (1962–2024), ungarischer Fußballspieler
- Fabureh, Amie, gambische Agrarwissenschaftlerin und Politikerin
- Fabuš, Martin (* 1976), slowakischer Fußballspieler
- Fabuš, Peter (* 1979), slowakischer Eishockeyspieler

### Fabv
- Fabvier, Charles Nicolas (1783–1855), französischer General

### Faby
- Fabyan, George (1867–1936), amerikanischer Unternehmer